# Llista d'asteroides (438001-439000)
Llista d'asteroides del 438.001 al 439.000, amb data de descoberta i descobridor. És un fragment de la llista d'asteroides completa. Als asteroides se'ls dona un número quan es confirma la seva òrbita, per tant apareixen llistats aproximadament segons la data de descobriment.

## 438001– 438100
| Nom    | Designació provisional | Data de descobriment   | Lloc de descobriment | Descobridor/s            |
| ------ | ---------------------- | ---------------------- | -------------------- | ------------------------ |
| 438001 | 2003 UT182             | 21 d'octubre de 2003   | Palomar              | NEAT                     |
| 438002 | 2003 UB308             | 18 d'octubre de 2003   | Kitt Peak            | Spacewatch               |
| 438003 | 2003 UT325             | 17 d'octubre de 2003   | Apache Point         | Sloan Digital Sky Survey |
| 438004 | 2003 UX375             | 22 d'octubre de 2003   | Apache Point         | Sloan Digital Sky Survey |
| 438005 | 2003 WQ1               | 16 de novembre de 2003 | Catalina             | CSS                      |
| 438006 | 2003 WZ3               | 16 de novembre de 2003 | Catalina             | CSS                      |
| 438007 | 2003 WQ16              | 18 de novembre de 2003 | Palomar              | NEAT                     |
| 438008 | 2003 WR22              | 3 de novembre de 2003  | Socorro              | LINEAR                   |
| 438009 | 2003 WU22              | 18 de novembre de 2003 | Kitt Peak            | Spacewatch               |
| 438010 | 2003 WT25              | 21 de novembre de 2003 | Socorro              | LINEAR                   |
| 438011 | 2003 WU40              | 19 de novembre de 2003 | Kitt Peak            | Spacewatch               |
| 438012 | 2003 WK50              | 19 de novembre de 2003 | Socorro              | LINEAR                   |
| 438013 | 2003 WW51              | 19 de novembre de 2003 | Kitt Peak            | Spacewatch               |
| 438014 | 2003 XH17              | 14 de desembre de 2003 | Kitt Peak            | Spacewatch               |
| 438015 | 2003 XV27              | 21 de novembre de 2003 | Kitt Peak            | Spacewatch               |
| 438016 | 2003 YH1               | 22 de desembre de 1998 | Kitt Peak            | Spacewatch               |
| 438017 | 2003 YO3               | 18 de desembre de 2003 | Socorro              | LINEAR                   |
| 438018 | 2003 YQ17              | 20 de desembre de 2003 | Socorro              | LINEAR                   |
| 438019 | 2003 YU26              | 18 de desembre de 2003 | Palomar              | NEAT                     |
| 438020 | 2003 YH140             | 18 de desembre de 2003 | Socorro              | LINEAR                   |
| 438021 | 2004 BW2               | 27 de desembre de 2003 | Socorro              | LINEAR                   |
| 438022 | 2004 BN8               | 17 de gener de 2004    | Kitt Peak            | Spacewatch               |
| 438023 | 2004 BV100             | 19 de gener de 2004    | Kitt Peak            | Spacewatch               |
| 438024 | 2004 CD26              | 11 de febrer de 2004   | Catalina             | CSS                      |
| 438025 | 2004 CA52              | 31 de gener de 2004    | Socorro              | LINEAR                   |
| 438026 | 2004 DJ6               | 16 de febrer de 2004   | Kitt Peak            | Spacewatch               |
| 438027 | 2004 EN85              | 23 de febrer de 2004   | Socorro              | LINEAR                   |
| 438028 | 2004 EH96              | 15 de març de 2004     | Kitt Peak            | Buie, M. W.              |
| 438029 | 2004 FE29              | 27 de març de 2004     | Socorro              | LINEAR                   |
| 438030 | 2004 FL111             | 26 de març de 2004     | Socorro              | LINEAR                   |
| 438031 | 2004 FJ141             | 18 de març de 2004     | Socorro              | LINEAR                   |
| 438032 | 2004 GF8               | 12 d'abril de 2004     | Kitt Peak            | Spacewatch               |
| 438033 | 2004 GY48              | 12 d'abril de 2004     | Kitt Peak            | Spacewatch               |
| 438034 | 2004 GH79              | 12 d'abril de 2004     | Anderson Mesa        | LONEOS                   |
| 438035 | 2004 HT3               | 16 d'abril de 2004     | Kitt Peak            | Spacewatch               |
| 438036 | 2004 HS23              | 16 d'abril de 2004     | Kitt Peak            | Spacewatch               |
| 438037 | 2004 HC29              | 21 d'abril de 2004     | Kitt Peak            | Spacewatch               |
| 438038 | 2004 JJ5               | 12 d'abril de 2004     | Kitt Peak            | Spacewatch               |
| 438039 | 2004 JS7               | 10 de maig de 2004     | Kitt Peak            | Spacewatch               |
| 438040 | 2004 JW11              | 13 de maig de 2004     | Socorro              | LINEAR                   |
| 438041 | 2004 KN2               | 16 de maig de 2004     | Kitt Peak            | Spacewatch               |
| 438042 | 2004 KA8               | 19 de maig de 2004     | Needville            | Needville                |
| 438043 | 2004 LW5               | 13 de juny de 2004     | Kitt Peak            | Spacewatch               |
| 438044 | 2004 NA1               | 7 de juliol de 2004    | Campo Imperatore     | CINEOS                   |
| 438045 | 2004 NV7               | 11 de juliol de 2004   | Socorro              | LINEAR                   |
| 438046 | 2004 NG31              | 11 de juliol de 2004   | Anderson Mesa        | LONEOS                   |
| 438047 | 2004 OO10              | 21 de juliol de 2004   | Reedy Creek          | Broughton, J.            |
| 438048 | 2004 OQ13              | 22 de juliol de 2004   | Mauna Kea            | Veillet, C.              |
| 438049 | 2004 PH36              | 9 d'agost de 2004      | Campo Imperatore     | CINEOS                   |
| 438050 | 2004 PR36              | 9 d'agost de 2004      | Socorro              | LINEAR                   |
| 438051 | 2004 PV50              | 8 d'agost de 2004      | Socorro              | LINEAR                   |
| 438052 | 2004 PV54              | 8 d'agost de 2004      | Anderson Mesa        | LONEOS                   |
| 438053 | 2004 PN94              | 10 d'agost de 2004     | Anderson Mesa        | LONEOS                   |
| 438054 | 2004 PJ97              | 11 d'agost de 2004     | Palomar              | NEAT                     |
| 438055 | 2004 PV106             | 15 d'agost de 2004     | Campo Imperatore     | CINEOS                   |
| 438056 | 2004 QZ27              | 22 d'agost de 2004     | Kitt Peak            | Spacewatch               |
| 438057 | 2004 RY2               | 21 de juny de 2004     | Socorro              | LINEAR                   |
| 438058 | 2004 RF20              | 7 de setembre de 2004  | Socorro              | LINEAR                   |
| 438059 | 2004 RM27              | 6 de setembre de 2004  | Palomar              | NEAT                     |
| 438060 | 2004 RD33              | 7 de setembre de 2004  | Socorro              | LINEAR                   |
| 438061 | 2004 RH35              | 7 de setembre de 2004  | Socorro              | LINEAR                   |
| 438062 | 2004 RK50              | 8 de setembre de 2004  | Socorro              | LINEAR                   |
| 438063 | 2004 RM53              | 8 de setembre de 2004  | Socorro              | LINEAR                   |
| 438064 | 2004 RB58              | 8 de setembre de 2004  | Socorro              | LINEAR                   |
| 438065 | 2004 RD60              | 8 de setembre de 2004  | Socorro              | LINEAR                   |
| 438066 | 2004 RM68              | 8 de setembre de 2004  | Socorro              | LINEAR                   |
| 438067 | 2004 RN72              | 8 de setembre de 2004  | Socorro              | LINEAR                   |
| 438068 | 2004 RJ89              | 8 de setembre de 2004  | Socorro              | LINEAR                   |
| 438069 | 2004 RS111             | 12 de setembre de 2004 | Socorro              | LINEAR                   |
| 438070 | 2004 RN113             | 7 de setembre de 2004  | Socorro              | LINEAR                   |
| 438071 | 2004 RW123             | 7 de setembre de 2004  | Palomar              | NEAT                     |
| 438072 | 2004 RP145             | 9 de setembre de 2004  | Socorro              | LINEAR                   |
| 438073 | 2004 RD147             | 9 de setembre de 2004  | Socorro              | LINEAR                   |
| 438074 | 2004 RD207             | 11 de setembre de 2004 | Socorro              | LINEAR                   |
| 438075 | 2004 RS211             | 11 de setembre de 2004 | Socorro              | LINEAR                   |
| 438076 | 2004 RY221             | 13 de setembre de 2004 | Socorro              | LINEAR                   |
| 438077 | 2004 RE248             | 12 de setembre de 2004 | Socorro              | LINEAR                   |
| 438078 | 2004 RN248             | 12 de setembre de 2004 | Socorro              | LINEAR                   |
| 438079 | 2004 RS279             | 15 de setembre de 2004 | Kitt Peak            | Spacewatch               |
| 438080 | 2004 RF341             | 11 de setembre de 2004 | Socorro              | LINEAR                   |
| 438081 | 2004 TP60              | 5 d'octubre de 2004    | Anderson Mesa        | LONEOS                   |
| 438082 | 2004 TB61              | 5 d'octubre de 2004    | Anderson Mesa        | LONEOS                   |
| 438083 | 2004 TF120             | 6 d'octubre de 2004    | Palomar              | NEAT                     |
| 438084 | 2004 TE136             | 18 de setembre de 2004 | Socorro              | LINEAR                   |
| 438085 | 2004 TA142             | 4 d'octubre de 2004    | Kitt Peak            | Spacewatch               |
| 438086 | 2004 TJ174             | 9 d'octubre de 2004    | Socorro              | LINEAR                   |
| 438087 | 2004 TB273             | 9 d'octubre de 2004    | Kitt Peak            | Spacewatch               |
| 438088 | 2004 TU276             | 9 d'octubre de 2004    | Kitt Peak            | Spacewatch               |
| 438089 | 2004 TL299             | 8 d'octubre de 2004    | Anderson Mesa        | LONEOS                   |
| 438090 | 2004 TX366             | 15 d'octubre de 2004   | Mount Lemmon         | Mt. Lemmon Survey        |
| 438091 | 2004 VS37              | 4 de novembre de 2004  | Kitt Peak            | Spacewatch               |
| 438092 | 2004 XT                | 1 de desembre de 2004  | Catalina             | CSS                      |
| 438093 | 2004 XL30              | 10 de desembre de 2004 | Campo Imperatore     | CINEOS                   |
| 438094 | 2004 XP102             | 13 de desembre de 2004 | Anderson Mesa        | LONEOS                   |
| 438095 | 2005 BW4               | 19 de desembre de 2004 | Mount Lemmon         | Mt. Lemmon Survey        |
| 438096 | 2005 CX23              | 2 de febrer de 2005    | Kitt Peak            | Spacewatch               |
| 438097 | 2005 CY27              | 3 de febrer de 2005    | Socorro              | LINEAR                   |
| 438098 | 2005 CS56              | 9 de febrer de 2005    | Gnosca               | Sposetti, S.             |
| 438099 | 2005 CH65              | 9 de febrer de 2005    | Kitt Peak            | Spacewatch               |
| 438100 | 2005 EZ2               | 17 de gener de 2005    | Kitt Peak            | Spacewatch               |

## 438101– 438200
| Nom    | Designació provisional | Data de descobriment   | Lloc de descobriment | Descobridor/s        |
| ------ | ---------------------- | ---------------------- | -------------------- | -------------------- |
| 438101 | 2005 EL17              | 3 de març de 2005      | Kitt Peak            | Spacewatch           |
| 438102 | 2005 EG107             | 4 de març de 2005      | Catalina             | CSS                  |
| 438103 | 2005 EU193             | 11 de març de 2005     | Mount Lemmon         | Mt. Lemmon Survey    |
| 438104 | 2005 FU14              | 18 de març de 2005     | Catalina             | CSS                  |
| 438105 | 2005 GO22              | 5 d'abril de 2005      | Socorro              | LINEAR               |
| 438106 | 2005 GJ99              | 7 d'abril de 2005      | Kitt Peak            | Spacewatch           |
| 438107 | 2005 GY110             | 10 d'abril de 2005     | Siding Spring        | Siding Spring Survey |
| 438108 | 2005 GE165             | 10 d'abril de 2005     | Catalina             | CSS                  |
| 438109 | 2005 JM49              | 4 de maig de 2005      | Kitt Peak            | Spacewatch           |
| 438110 | 2005 JE61              | 8 de maig de 2005      | Kitt Peak            | Spacewatch           |
| 438111 | 2005 JX136             | 18 d'abril de 2005     | Kitt Peak            | Spacewatch           |
| 438112 | 2005 JL161             | 8 de maig de 2005      | Kitt Peak            | Spacewatch           |
| 438113 | 2005 LM13              | 4 de juny de 2005      | Kitt Peak            | Spacewatch           |
| 438114 | 2005 MN48              | 29 de juny de 2005     | Kitt Peak            | Spacewatch           |
| 438115 | 2005 NS15              | 2 de juliol de 2005    | Kitt Peak            | Spacewatch           |
| 438116 | 2005 NX44              | 10 de juliol de 2005   | Catalina             | CSS                  |
| 438117 | 2005 NL46              | 5 de juliol de 2005    | Palomar              | NEAT                 |
| 438118 | 2005 NR85              | 3 de juliol de 2005    | Mount Lemmon         | Mt. Lemmon Survey    |
| 438119 | 2005 OU25              | 31 de juliol de 2005   | Palomar              | NEAT                 |
| 438120 | 2005 QW9               | 25 d'agost de 2005     | Campo Imperatore     | CINEOS               |
| 438121 | 2005 QL14              | 25 d'agost de 2005     | Palomar              | NEAT                 |
| 438122 | 2005 QM27              | 27 d'agost de 2005     | Kitt Peak            | Spacewatch           |
| 438123 | 2005 QT59              | 25 d'agost de 2005     | Palomar              | NEAT                 |
| 438124 | 2005 QL67              | 28 d'agost de 2005     | Kitt Peak            | Spacewatch           |
| 438125 | 2005 QS79              | 26 d'agost de 2005     | Campo Imperatore     | CINEOS               |
| 438126 | 2005 QQ83              | 29 d'agost de 2005     | Anderson Mesa        | LONEOS               |
| 438127 | 2005 QU114             | 27 d'agost de 2005     | Palomar              | NEAT                 |
| 438128 | 2005 QF117             | 28 d'agost de 2005     | Kitt Peak            | Spacewatch           |
| 438129 | 2005 QV121             | 28 d'agost de 2005     | Kitt Peak            | Spacewatch           |
| 438130 | 2005 QC138             | 28 d'agost de 2005     | Kitt Peak            | Spacewatch           |
| 438131 | 2005 QU155             | 30 d'agost de 2005     | Palomar              | NEAT                 |
| 438132 | 2005 QE157             | 30 d'agost de 2005     | Palomar              | NEAT                 |
| 438133 | 2005 QB181             | 30 d'agost de 2005     | Palomar              | NEAT                 |
| 438134 | 2005 RE4               | 3 de setembre de 2005  | Bergisch Gladbach    | Bickel, W.           |
| 438135 | 2005 RA6               | 6 de setembre de 2005  | Anderson Mesa        | LONEOS               |
| 438136 | 2005 RA7               | 6 de setembre de 2005  | Anderson Mesa        | LONEOS               |
| 438137 | 2005 RP23              | 16 d'agost de 2005     | Socorro              | LINEAR               |
| 438138 | 2005 RC31              | 11 de setembre de 2005 | Kitt Peak            | Spacewatch           |
| 438139 | 2005 RF45              | 11 de setembre de 2005 | Socorro              | LINEAR               |
| 438140 | 2005 SH2               | 23 de setembre de 2005 | Kitt Peak            | Spacewatch           |
| 438141 | 2005 SL20              | 23 de setembre de 2005 | Catalina             | CSS                  |
| 438142 | 2005 SN34              | 23 de setembre de 2005 | Kitt Peak            | Spacewatch           |
| 438143 | 2005 SW43              | 24 de setembre de 2005 | Kitt Peak            | Spacewatch           |
| 438144 | 2005 SS49              | 24 de setembre de 2005 | Kitt Peak            | Spacewatch           |
| 438145 | 2005 SB79              | 24 de setembre de 2005 | Kitt Peak            | Spacewatch           |
| 438146 | 2005 SP80              | 24 de setembre de 2005 | Kitt Peak            | Spacewatch           |
| 438147 | 2005 SW91              | 24 de setembre de 2005 | Kitt Peak            | Spacewatch           |
| 438148 | 2005 SB101             | 25 de setembre de 2005 | Kitt Peak            | Spacewatch           |
| 438149 | 2005 ST102             | 25 de setembre de 2005 | Kitt Peak            | Spacewatch           |
| 438150 | 2005 SV108             | 26 de setembre de 2005 | Kitt Peak            | Spacewatch           |
| 438151 | 2005 SW138             | 25 de setembre de 2005 | Kitt Peak            | Spacewatch           |
| 438152 | 2005 SC142             | 25 de setembre de 2005 | Kitt Peak            | Spacewatch           |
| 438153 | 2005 SN143             | 25 de setembre de 2005 | Kitt Peak            | Spacewatch           |
| 438154 | 2005 SR154             | 26 de setembre de 2005 | Kitt Peak            | Spacewatch           |
| 438155 | 2005 SU193             | 25 de setembre de 2005 | Catalina             | CSS                  |
| 438156 | 2005 SK197             | 13 de setembre de 2005 | Kitt Peak            | Spacewatch           |
| 438157 | 2005 SL198             | 30 d'agost de 2005     | Kitt Peak            | Spacewatch           |
| 438158 | 2005 ST227             | 30 de setembre de 2005 | Kitt Peak            | Spacewatch           |
| 438159 | 2005 SJ232             | 30 de setembre de 2005 | Mount Lemmon         | Mt. Lemmon Survey    |
| 438160 | 2005 SV233             | 30 de setembre de 2005 | Mount Lemmon         | Mt. Lemmon Survey    |
| 438161 | 2005 SH250             | 23 de setembre de 2005 | Kitt Peak            | Spacewatch           |
| 438162 | 2005 SH255             | 22 de setembre de 2005 | Palomar              | NEAT                 |
| 438163 | 2005 SY263             | 23 de setembre de 2005 | Kitt Peak            | Spacewatch           |
| 438164 | 2005 SV269             | 29 de setembre de 2005 | Catalina             | CSS                  |
| 438165 | 2005 SQ280             | 27 de setembre de 2005 | Palomar              | NEAT                 |
| 438166 | 2005 TC10              | 2 d'octubre de 2005    | Palomar              | NEAT                 |
| 438167 | 2005 TM16              | 14 de setembre de 2005 | Kitt Peak            | Spacewatch           |
| 438168 | 2005 TW21              | 1 d'octubre de 2005    | Kitt Peak            | Spacewatch           |
| 438169 | 2005 TJ24              | 1 d'octubre de 2005    | Mount Lemmon         | Mt. Lemmon Survey    |
| 438170 | 2005 TK26              | 1 d'octubre de 2005    | Mount Lemmon         | Mt. Lemmon Survey    |
| 438171 | 2005 TY28              | 2 d'octubre de 2005    | Palomar              | NEAT                 |
| 438172 | 2005 TP34              | 1 d'octubre de 2005    | Kitt Peak            | Spacewatch           |
| 438173 | 2005 TU38              | 1 d'octubre de 2005    | Catalina             | CSS                  |
| 438174 | 2005 TL71              | 7 d'octubre de 2005    | Mount Lemmon         | Mt. Lemmon Survey    |
| 438175 | 2005 TX77              | 6 d'octubre de 2005    | Mount Lemmon         | Mt. Lemmon Survey    |
| 438176 | 2005 TA92              | 25 de setembre de 2005 | Kitt Peak            | Spacewatch           |
| 438177 | 2005 TV126             | 7 d'octubre de 2005    | Kitt Peak            | Spacewatch           |
| 438178 | 2005 TQ137             | 6 d'octubre de 2005    | Kitt Peak            | Spacewatch           |
| 438179 | 2005 TS142             | 8 d'octubre de 2005    | Kitt Peak            | Spacewatch           |
| 438180 | 2005 TG154             | 8 d'octubre de 2005    | Socorro              | LINEAR               |
| 438181 | 2005 TB160             | 9 d'octubre de 2005    | Kitt Peak            | Spacewatch           |
| 438182 | 2005 TL172             | 29 de setembre de 2005 | Catalina             | CSS                  |
| 438183 | 2005 TR193             | 3 d'octubre de 2005    | Palomar              | NEAT                 |
| 438184 | 2005 TS195             | 1 d'octubre de 2005    | Mount Lemmon         | Mt. Lemmon Survey    |
| 438185 | 2005 TC197             | 12 d'octubre de 2005   | Kitt Peak            | Spacewatch           |
| 438186 | 2005 UE10              | 21 d'octubre de 2005   | Palomar              | NEAT                 |
| 438187 | 2005 UT13              | 11 d'octubre de 2005   | Kitt Peak            | Spacewatch           |
| 438188 | 2005 UK14              | 30 de setembre de 2005 | Mount Lemmon         | Mt. Lemmon Survey    |
| 438189 | 2005 UB16              | 22 d'octubre de 2005   | Kitt Peak            | Spacewatch           |
| 438190 | 2005 UC25              | 23 d'octubre de 2005   | Kitt Peak            | Spacewatch           |
| 438191 | 2005 UX34              | 24 d'octubre de 2005   | Kitt Peak            | Spacewatch           |
| 438192 | 2005 UF43              | 22 d'octubre de 2005   | Kitt Peak            | Spacewatch           |
| 438193 | 2005 UW45              | 29 de setembre de 2005 | Mount Lemmon         | Mt. Lemmon Survey    |
| 438194 | 2005 UR48              | 22 d'octubre de 2005   | Kitt Peak            | Spacewatch           |
| 438195 | 2005 UT52              | 25 de setembre de 2005 | Kitt Peak            | Spacewatch           |
| 438196 | 2005 US57              | 22 d'octubre de 2005   | Catalina             | CSS                  |
| 438197 | 2005 UL60              | 25 d'octubre de 2005   | Anderson Mesa        | LONEOS               |
| 438198 | 2005 UO74              | 23 d'octubre de 2005   | Palomar              | NEAT                 |
| 438199 | 2005 UB81              | 5 d'octubre de 2005    | Kitt Peak            | Spacewatch           |
| 438200 | 2005 UM85              | 22 d'octubre de 2005   | Kitt Peak            | Spacewatch           |

## 438201– 438300
| Nom    | Designació provisional | Data de descobriment   | Lloc de descobriment | Descobridor/s     |
| ------ | ---------------------- | ---------------------- | -------------------- | ----------------- |
| 438201 | 2005 UG128             | 24 d'octubre de 2005   | Kitt Peak            | Spacewatch        |
| 438202 | 2005 UE129             | 24 d'octubre de 2005   | Kitt Peak            | Spacewatch        |
| 438203 | 2005 UZ131             | 24 d'octubre de 2005   | Palomar              | NEAT              |
| 438204 | 2005 UN143             | 25 d'octubre de 2005   | Kitt Peak            | Spacewatch        |
| 438205 | 2005 UO158             | 30 d'octubre de 2005   | Goodricke-Pigott     | Tucker, R. A.     |
| 438206 | 2005 UA164             | 24 d'octubre de 2005   | Kitt Peak            | Spacewatch        |
| 438207 | 2005 UB186             | 25 d'octubre de 2005   | Mount Lemmon         | Mt. Lemmon Survey |
| 438208 | 2005 UH205             | 1 d'octubre de 2005    | Mount Lemmon         | Mt. Lemmon Survey |
| 438209 | 2005 UZ213             | 23 d'octubre de 2005   | Palomar              | NEAT              |
| 438210 | 2005 UL228             | 25 d'octubre de 2005   | Kitt Peak            | Spacewatch        |
| 438211 | 2005 UT235             | 25 d'octubre de 2005   | Kitt Peak            | Spacewatch        |
| 438212 | 2005 UV236             | 25 d'octubre de 2005   | Kitt Peak            | Spacewatch        |
| 438213 | 2005 UP241             | 25 d'octubre de 2005   | Kitt Peak            | Spacewatch        |
| 438214 | 2005 UR242             | 25 d'octubre de 2005   | Kitt Peak            | Spacewatch        |
| 438215 | 2005 UY267             | 27 d'octubre de 2005   | Mount Lemmon         | Mt. Lemmon Survey |
| 438216 | 2005 UD282             | 25 d'octubre de 2005   | Mount Lemmon         | Mt. Lemmon Survey |
| 438217 | 2005 UZ291             | 26 d'octubre de 2005   | Kitt Peak            | Spacewatch        |
| 438218 | 2005 UJ309             | 1 d'octubre de 2005    | Mount Lemmon         | Mt. Lemmon Survey |
| 438219 | 2005 UQ335             | 30 d'octubre de 2005   | Kitt Peak            | Spacewatch        |
| 438220 | 2005 UH342             | 31 d'octubre de 2005   | Mount Lemmon         | Mt. Lemmon Survey |
| 438221 | 2005 UV346             | 30 d'octubre de 2005   | Kitt Peak            | Spacewatch        |
| 438222 | 2005 UN350             | 28 d'octubre de 2005   | Kitt Peak            | Spacewatch        |
| 438223 | 2005 UK396             | 26 d'octubre de 2005   | Palomar              | NEAT              |
| 438224 | 2005 UV397             | 29 d'octubre de 2005   | Catalina             | CSS               |
| 438225 | 2005 UT423             | 28 d'octubre de 2005   | Kitt Peak            | Spacewatch        |
| 438226 | 2005 UE462             | 30 d'octubre de 2005   | Kitt Peak            | Spacewatch        |
| 438227 | 2005 UM463             | 30 d'octubre de 2005   | Kitt Peak            | Spacewatch        |
| 438228 | 2005 UH474             | 31 d'octubre de 2005   | Mount Lemmon         | Mt. Lemmon Survey |
| 438229 | 2005 UK480             | 22 d'octubre de 2005   | Palomar              | NEAT              |
| 438230 | 2005 UC482             | 10 d'octubre de 2005   | Anderson Mesa        | LONEOS            |
| 438231 | 2005 UB493             | 25 d'octubre de 2005   | Catalina             | CSS               |
| 438232 | 2005 UY510             | 26 d'octubre de 2005   | Kitt Peak            | Spacewatch        |
| 438233 | 2005 UH518             | 25 d'octubre de 2005   | Apache Point         | Becker, A. C.     |
| 438234 | 2005 UN521             | 6 d'octubre de 2005    | Catalina             | CSS               |
| 438235 | 2005 UB524             | 27 d'octubre de 2005   | Apache Point         | Becker, A. C.     |
| 438236 | 2005 VS1               | 23 d'octubre de 2005   | Catalina             | CSS               |
| 438237 | 2005 VJ17              | 4 de novembre de 2005  | Kitt Peak            | Spacewatch        |
| 438238 | 2005 VW29              | 4 de novembre de 2005  | Kitt Peak            | Spacewatch        |
| 438239 | 2005 VN65              | 25 d'octubre de 2005   | Kitt Peak            | Spacewatch        |
| 438240 | 2005 VT65              | 25 d'octubre de 2005   | Kitt Peak            | Spacewatch        |
| 438241 | 2005 VK78              | 6 de novembre de 2005  | Kitt Peak            | Spacewatch        |
| 438242 | 2005 VO79              | 3 de novembre de 2005  | Socorro              | LINEAR            |
| 438243 | 2005 VA90              | 6 de novembre de 2005  | Kitt Peak            | Spacewatch        |
| 438244 | 2005 VX97              | 5 de novembre de 2005  | Catalina             | CSS               |
| 438245 | 2005 WU3               | 22 de novembre de 2005 | Socorro              | LINEAR            |
| 438246 | 2005 WZ19              | 21 de novembre de 2005 | Kitt Peak            | Spacewatch        |
| 438247 | 2005 WA33              | 21 de novembre de 2005 | Kitt Peak            | Spacewatch        |
| 438248 | 2005 WG37              | 22 de novembre de 2005 | Kitt Peak            | Spacewatch        |
| 438249 | 2005 WA40              | 11 de novembre de 2005 | Campo Imperatore     | CINEOS            |
| 438250 | 2005 WG56              | 26 de novembre de 2005 | Catalina             | CSS               |
| 438251 | 2005 WN58              | 25 de novembre de 2005 | Mount Lemmon         | Mt. Lemmon Survey |
| 438252 | 2005 WV63              | 30 d'octubre de 2005   | Catalina             | CSS               |
| 438253 | 2005 WP65              | 26 de novembre de 2005 | Mount Lemmon         | Mt. Lemmon Survey |
| 438254 | 2005 WN98              | 25 de setembre de 2005 | Kitt Peak            | Spacewatch        |
| 438255 | 2005 WY114             | 28 de novembre de 2005 | Mount Lemmon         | Mt. Lemmon Survey |
| 438256 | 2005 WT115             | 30 de novembre de 2005 | Anderson Mesa        | LONEOS            |
| 438257 | 2005 WO118             | 28 de novembre de 2005 | Catalina             | CSS               |
| 438258 | 2005 WO136             | 26 de novembre de 2005 | Mount Lemmon         | Mt. Lemmon Survey |
| 438259 | 2005 WD145             | 25 de novembre de 2005 | Kitt Peak            | Spacewatch        |
| 438260 | 2005 WR154             | 29 de novembre de 2005 | Kitt Peak            | Spacewatch        |
| 438261 | 2005 WB163             | 29 de novembre de 2005 | Kitt Peak            | Spacewatch        |
| 438262 | 2005 WM211             | 26 de novembre de 2005 | Mount Lemmon         | Mt. Lemmon Survey |
| 438263 | 2005 XO3               | 1 de desembre de 2005  | Palomar              | NEAT              |
| 438264 | 2005 XZ13              | 1 de desembre de 2005  | Socorro              | LINEAR            |
| 438265 | 2005 XE25              | 3 de desembre de 2005  | Kitt Peak            | Spacewatch        |
| 438266 | 2005 XG55              | 5 de desembre de 2005  | Socorro              | LINEAR            |
| 438267 | 2005 XC75              | 2 de desembre de 2005  | Kitt Peak            | Spacewatch        |
| 438268 | 2005 XX108             | 1 de desembre de 2005  | Kitt Peak            | Buie, M. W.       |
| 438269 | 2005 XD117             | 7 de desembre de 2005  | Kitt Peak            | Spacewatch        |
| 438270 | 2005 YZ                | 10 de desembre de 2005 | Catalina             | CSS               |
| 438271 | 2005 YL8               | 23 de desembre de 2005 | Palomar              | NEAT              |
| 438272 | 2005 YV23              | 24 de desembre de 2005 | Kitt Peak            | Spacewatch        |
| 438273 | 2005 YC25              | 24 de desembre de 2005 | Kitt Peak            | Spacewatch        |
| 438274 | 2005 YE29              | 24 de desembre de 2005 | Kitt Peak            | Spacewatch        |
| 438275 | 2005 YC31              | 22 de desembre de 2005 | Kitt Peak            | Spacewatch        |
| 438276 | 2005 YR75              | 24 de desembre de 2005 | Kitt Peak            | Spacewatch        |
| 438277 | 2005 YC85              | 8 de desembre de 2005  | Kitt Peak            | Spacewatch        |
| 438278 | 2005 YP98              | 26 de desembre de 2005 | Kitt Peak            | Spacewatch        |
| 438279 | 2005 YJ102             | 25 de desembre de 2005 | Kitt Peak            | Spacewatch        |
| 438280 | 2005 YO111             | 10 de desembre de 2005 | Kitt Peak            | Spacewatch        |
| 438281 | 2005 YO130             | 25 de desembre de 2005 | Kitt Peak            | Spacewatch        |
| 438282 | 2005 YR209             | 24 de desembre de 2005 | Socorro              | LINEAR            |
| 438283 | 2005 YO212             | 29 de desembre de 2005 | Socorro              | LINEAR            |
| 438284 | 2006 AD6               | 2 de gener de 2006     | Catalina             | CSS               |
| 438285 | 2006 AR32              | 5 de gener de 2006     | Kitt Peak            | Spacewatch        |
| 438286 | 2006 AY34              | 4 de gener de 2006     | Kitt Peak            | Spacewatch        |
| 438287 | 2006 AS59              | 5 de gener de 2006     | Kitt Peak            | Spacewatch        |
| 438288 | 2006 AE67              | 9 de gener de 2006     | Kitt Peak            | Spacewatch        |
| 438289 | 2006 AG79              | 6 de gener de 2006     | Kitt Peak            | Spacewatch        |
| 438290 | 2006 AP86              | 3 de gener de 2006     | Socorro              | LINEAR            |
| 438291 | 2006 AO93              | 7 de gener de 2006     | Mount Lemmon         | Mt. Lemmon Survey |
| 438292 | 2006 BS22              | 22 de gener de 2006    | Mount Lemmon         | Mt. Lemmon Survey |
| 438293 | 2006 BE33              | 21 de gener de 2006    | Kitt Peak            | Spacewatch        |
| 438294 | 2006 BX60              | 20 de gener de 2006    | Catalina             | CSS               |
| 438295 | 2006 BH232             | 31 de gener de 2006    | Kitt Peak            | Spacewatch        |
| 438296 | 2006 BG277             | 30 de gener de 2006    | Kitt Peak            | Spacewatch        |
| 438297 | 2006 CV38              | 2 de febrer de 2006    | Kitt Peak            | Spacewatch        |
| 438298 | 2006 CM67              | 6 de febrer de 2006    | Mount Lemmon         | Mt. Lemmon Survey |
| 438299 | 2006 DO36              | 20 de febrer de 2006   | Mount Lemmon         | Mt. Lemmon Survey |
| 438300 | 2006 DS37              | 20 de febrer de 2006   | Mount Lemmon         | Mt. Lemmon Survey |

## 438301– 438400
| Nom    | Designació provisional | Data de descobriment   | Lloc de descobriment | Descobridor/s         |
| ------ | ---------------------- | ---------------------- | -------------------- | --------------------- |
| 438301 | 2006 DB50              | 22 de febrer de 2006   | Anderson Mesa        | LONEOS                |
| 438302 | 2006 DP139             | 25 de febrer de 2006   | Mount Lemmon         | Mt. Lemmon Survey     |
| 438303 | 2006 DV146             | 25 de febrer de 2006   | Kitt Peak            | Spacewatch            |
| 438304 | 2006 DZ147             | 25 de febrer de 2006   | Kitt Peak            | Spacewatch            |
| 438305 | 2006 DY207             | 25 de febrer de 2006   | Kitt Peak            | Spacewatch            |
| 438306 | 2006 EF21              | 3 de març de 2006      | Kitt Peak            | Spacewatch            |
| 438307 | 2006 FG11              | 23 de març de 2006     | Kitt Peak            | Spacewatch            |
| 438308 | 2006 HC11              | 19 d'abril de 2006     | Kitt Peak            | Spacewatch            |
| 438309 | 2006 HS24              | 20 d'abril de 2006     | Kitt Peak            | Spacewatch            |
| 438310 | 2006 HM73              | 25 d'abril de 2006     | Kitt Peak            | Spacewatch            |
| 438311 | 2006 HN80              | 26 d'abril de 2006     | Kitt Peak            | Spacewatch            |
| 438312 | 2006 HW102             | 30 d'abril de 2006     | Kitt Peak            | Spacewatch            |
| 438313 | 2006 HX109             | 20 d'abril de 2006     | Siding Spring        | Siding Spring Survey  |
| 438314 | 2006 HD117             | 26 d'abril de 2006     | Mount Lemmon         | Mt. Lemmon Survey     |
| 438315 | 2006 HY143             | 27 d'abril de 2006     | Cerro Tololo         | Buie, M. W.           |
| 438316 | 2006 HX152             | 30 d'abril de 2006     | Kitt Peak            | Spacewatch            |
| 438317 | 2006 JX                | 4 de maig de 2006      | Siding Spring        | Siding Spring Survey  |
| 438318 | 2006 JV3               | 2 de maig de 2006      | Mount Lemmon         | Mt. Lemmon Survey     |
| 438319 | 2006 JX48              | 14 de maig de 2006     | Palomar              | NEAT                  |
| 438320 | 2006 KC5               | 19 de maig de 2006     | Mount Lemmon         | Mt. Lemmon Survey     |
| 438321 | 2006 KU8               | 8 de maig de 2006      | Siding Spring        | Siding Spring Survey  |
| 438322 | 2006 KB15              | 9 de maig de 2006      | Mount Lemmon         | Mt. Lemmon Survey     |
| 438323 | 2006 KO27              | 20 de maig de 2006     | Kitt Peak            | Spacewatch            |
| 438324 | 2006 KE31              | 30 d'abril de 2006     | Kitt Peak            | Spacewatch            |
| 438325 | 2006 KA44              | 21 de maig de 2006     | Kitt Peak            | Spacewatch            |
| 438326 | 2006 KN50              | 21 de maig de 2006     | Kitt Peak            | Spacewatch            |
| 438327 | 2006 KF52              | 21 de maig de 2006     | Kitt Peak            | Spacewatch            |
| 438328 | 2006 KP53              | 21 de maig de 2006     | Kitt Peak            | Spacewatch            |
| 438329 | 2006 KL65              | 24 de maig de 2006     | Kitt Peak            | Spacewatch            |
| 438330 | 2006 KN68              | 20 de maig de 2006     | Mount Lemmon         | Mt. Lemmon Survey     |
| 438331 | 2006 KC69              | 21 de maig de 2006     | Palomar              | NEAT                  |
| 438332 | 2006 KQ103             | 30 de maig de 2006     | Nyukasa              | Nyukasa               |
| 438333 | 2006 KZ119             | 9 de maig de 2006      | Mount Lemmon         | Mt. Lemmon Survey     |
| 438334 | 2006 KD139             | 25 de maig de 2006     | Mauna Kea            | Wiegert, P. A.        |
| 438335 | 2006 MC6               | 19 de juny de 2006     | Kitt Peak            | Spacewatch            |
| 438336 | 2006 PH10              | 26 de maig de 2006     | Mount Lemmon         | Mt. Lemmon Survey     |
| 438337 | 2006 PH25              | 13 d'agost de 2006     | Palomar              | NEAT                  |
| 438338 | 2006 QX71              | 21 d'agost de 2006     | Kitt Peak            | Spacewatch            |
| 438339 | 2006 QU112             | 24 d'agost de 2006     | Socorro              | LINEAR                |
| 438340 | 2006 QV118             | 27 d'agost de 2006     | Lulin                | Lin, H.-C., Ye, Q.-z. |
| 438341 | 2006 QX123             | 29 d'agost de 2006     | Anderson Mesa        | LONEOS                |
| 438342 | 2006 QQ169             | 27 d'agost de 2006     | Anderson Mesa        | LONEOS                |
| 438343 | 2006 RO                | 25 de maig de 2006     | Mount Lemmon         | Mt. Lemmon Survey     |
| 438344 | 2006 RJ24              | 14 de setembre de 2006 | Kitt Peak            | Spacewatch            |
| 438345 | 2006 RO27              | 21 de juliol de 2006   | Mount Lemmon         | Mt. Lemmon Survey     |
| 438346 | 2006 RU66              | 14 de setembre de 2006 | Kitt Peak            | Spacewatch            |
| 438347 | 2006 RK94              | 15 de setembre de 2006 | Kitt Peak            | Spacewatch            |
| 438348 | 2006 RK110             | 14 de setembre de 2006 | Mauna Kea            | Masiero, J.           |
| 438349 | 2006 RE113             | 14 de setembre de 2006 | Mauna Kea            | Masiero, J.           |
| 438350 | 2006 SF9               | 18 de setembre de 2006 | Kitt Peak            | Spacewatch            |
| 438351 | 2006 SZ26              | 16 de setembre de 2006 | Catalina             | CSS                   |
| 438352 | 2006 SW36              | 17 de setembre de 2006 | Kitt Peak            | Spacewatch            |
| 438353 | 2006 SC52              | 18 de setembre de 2006 | Anderson Mesa        | LONEOS                |
| 438354 | 2006 SF56              | 28 d'agost de 2006     | Anderson Mesa        | LONEOS                |
| 438355 | 2006 SO159             | 23 de setembre de 2006 | Kitt Peak            | Spacewatch            |
| 438356 | 2006 SX159             | 23 de setembre de 2006 | Kitt Peak            | Spacewatch            |
| 438357 | 2006 SH212             | 26 de setembre de 2006 | Kitt Peak            | Spacewatch            |
| 438358 | 2006 SJ254             | 18 de setembre de 2006 | Kitt Peak            | Spacewatch            |
| 438359 | 2006 SR254             | 18 de setembre de 2006 | Kitt Peak            | Spacewatch            |
| 438360 | 2006 SS259             | 26 de setembre de 2006 | Kitt Peak            | Spacewatch            |
| 438361 | 2006 SO271             | 27 de setembre de 2006 | Mount Lemmon         | Mt. Lemmon Survey     |
| 438362 | 2006 SB273             | 27 de setembre de 2006 | Mount Lemmon         | Mt. Lemmon Survey     |
| 438363 | 2006 SU314             | 27 de setembre de 2006 | Kitt Peak            | Spacewatch            |
| 438364 | 2006 SS316             | 17 de setembre de 2006 | Kitt Peak            | Spacewatch            |
| 438365 | 2006 SJ317             | 17 de setembre de 2006 | Kitt Peak            | Spacewatch            |
| 438366 | 2006 SL321             | 17 de setembre de 2006 | Kitt Peak            | Spacewatch            |
| 438367 | 2006 SW323             | 27 de setembre de 2006 | Kitt Peak            | Spacewatch            |
| 438368 | 2006 SM346             | 28 de setembre de 2006 | Kitt Peak            | Spacewatch            |
| 438369 | 2006 SR378             | 18 de setembre de 2006 | Apache Point         | Becker, A. C.         |
| 438370 | 2006 SY397             | 19 de setembre de 2006 | Catalina             | CSS                   |
| 438371 | 2006 TT5               | 2 d'octubre de 2006    | Mount Lemmon         | Mt. Lemmon Survey     |
| 438372 | 2006 TW14              | 19 de setembre de 2006 | Kitt Peak            | Spacewatch            |
| 438373 | 2006 TF32              | 26 de setembre de 2006 | Mount Lemmon         | Mt. Lemmon Survey     |
| 438374 | 2006 TF43              | 12 d'octubre de 2006   | Kitt Peak            | Spacewatch            |
| 438375 | 2006 TF46              | 12 d'octubre de 2006   | Kitt Peak            | Spacewatch            |
| 438376 | 2006 TZ59              | 13 d'octubre de 2006   | Kitt Peak            | Spacewatch            |
| 438377 | 2006 TZ80              | 13 d'octubre de 2006   | Kitt Peak            | Spacewatch            |
| 438378 | 2006 TK90              | 13 d'octubre de 2006   | Kitt Peak            | Spacewatch            |
| 438379 | 2006 TH98              | 15 d'octubre de 2006   | Kitt Peak            | Spacewatch            |
| 438380 | 2006 TV99              | 15 d'octubre de 2006   | Kitt Peak            | Spacewatch            |
| 438381 | 2006 TH114             | 1 d'octubre de 2006    | Apache Point         | Becker, A. C.         |
| 438382 | 2006 TV123             | 2 d'octubre de 2006    | Mount Lemmon         | Mt. Lemmon Survey     |
| 438383 | 2006 TF124             | 2 d'octubre de 2006    | Mount Lemmon         | Mt. Lemmon Survey     |
| 438384 | 2006 TZ124             | 4 d'octubre de 2006    | Mount Lemmon         | Mt. Lemmon Survey     |
| 438385 | 2006 UV6               | 16 d'octubre de 2006   | Catalina             | CSS                   |
| 438386 | 2006 UL12              | 29 de març de 2004     | Kitt Peak            | Spacewatch            |
| 438387 | 2006 UF20              | 3 d'octubre de 2006    | Kitt Peak            | Spacewatch            |
| 438388 | 2006 UA33              | 30 de setembre de 2006 | Mount Lemmon         | Mt. Lemmon Survey     |
| 438389 | 2006 UB34              | 16 d'octubre de 2006   | Kitt Peak            | Spacewatch            |
| 438390 | 2006 UN36              | 27 de setembre de 2006 | Mount Lemmon         | Mt. Lemmon Survey     |
| 438391 | 2006 UH38              | 25 de setembre de 2006 | Mount Lemmon         | Mt. Lemmon Survey     |
| 438392 | 2006 UF48              | 17 d'octubre de 2006   | Kitt Peak            | Spacewatch            |
| 438393 | 2006 UK64              | 23 d'octubre de 2006   | Kitami               | Endate, K.            |
| 438394 | 2006 US78              | 26 de setembre de 2006 | Kitt Peak            | Spacewatch            |
| 438395 | 2006 UX82              | 4 d'octubre de 2006    | Mount Lemmon         | Mt. Lemmon Survey     |
| 438396 | 2006 UO83              | 17 d'octubre de 2006   | Mount Lemmon         | Mt. Lemmon Survey     |
| 438397 | 2006 UT94              | 3 d'octubre de 2006    | Mount Lemmon         | Mt. Lemmon Survey     |
| 438398 | 2006 UH131             | 27 de setembre de 2006 | Mount Lemmon         | Mt. Lemmon Survey     |
| 438399 | 2006 UE143             | 19 d'octubre de 2006   | Palomar              | NEAT                  |
| 438400 | 2006 UK151             | 2 d'octubre de 2006    | Mount Lemmon         | Mt. Lemmon Survey     |

## 438401– 438500
| Nom    | Designació provisional | Data de descobriment   | Lloc de descobriment | Descobridor/s        |
| ------ | ---------------------- | ---------------------- | -------------------- | -------------------- |
| 438401 | 2006 UE189             | 28 de setembre de 2006 | Catalina             | CSS                  |
| 438402 | 2006 UU200             | 2 d'octubre de 2006    | Mount Lemmon         | Mt. Lemmon Survey    |
| 438403 | 2006 UC210             | 23 d'octubre de 2006   | Kitt Peak            | Spacewatch           |
| 438404 | 2006 UW212             | 23 d'octubre de 2006   | Kitt Peak            | Spacewatch           |
| 438405 | 2006 UY254             | 16 d'octubre de 2006   | Kitt Peak            | Spacewatch           |
| 438406 | 2006 UZ262             | 29 d'octubre de 2006   | Mount Lemmon         | Mt. Lemmon Survey    |
| 438407 | 2006 UV332             | 21 d'octubre de 2006   | Apache Point         | Becker, A. C.        |
| 438408 | 2006 UH338             | 27 d'octubre de 2006   | Kitt Peak            | Spacewatch           |
| 438409 | 2006 VT17              | 4 d'octubre de 2006    | Mount Lemmon         | Mt. Lemmon Survey    |
| 438410 | 2006 VK19              | 4 d'octubre de 2006    | Mount Lemmon         | Mt. Lemmon Survey    |
| 438411 | 2006 VE23              | 17 d'octubre de 2006   | Mount Lemmon         | Mt. Lemmon Survey    |
| 438412 | 2006 VX37              | 19 d'octubre de 2006   | Catalina             | CSS                  |
| 438413 | 2006 VF47              | 27 de setembre de 2006 | Mount Lemmon         | Mt. Lemmon Survey    |
| 438414 | 2006 VN47              | 9 de novembre de 2006  | Kitt Peak            | Spacewatch           |
| 438415 | 2006 VZ48              | 10 de novembre de 2006 | Kitt Peak            | Spacewatch           |
| 438416 | 2006 VZ52              | 11 de novembre de 2006 | Kitt Peak            | Spacewatch           |
| 438417 | 2006 VT55              | 11 de novembre de 2006 | Kitt Peak            | Spacewatch           |
| 438418 | 2006 VC66              | 31 d'octubre de 2006   | Mount Lemmon         | Mt. Lemmon Survey    |
| 438419 | 2006 VT67              | 11 de novembre de 2006 | Kitt Peak            | Spacewatch           |
| 438420 | 2006 VU77              | 12 de novembre de 2006 | Mount Lemmon         | Mt. Lemmon Survey    |
| 438421 | 2006 VU78              | 12 de novembre de 2006 | Mount Lemmon         | Mt. Lemmon Survey    |
| 438422 | 2006 VW87              | 23 d'octubre de 2006   | Kitt Peak            | Spacewatch           |
| 438423 | 2006 VZ94              | 14 de novembre de 2006 | La Sagra             | OAM                  |
| 438424 | 2006 VD100             | 23 d'octubre de 2006   | Mount Lemmon         | Mt. Lemmon Survey    |
| 438425 | 2006 VK108             | 13 de novembre de 2006 | Kitt Peak            | Spacewatch           |
| 438426 | 2006 VB135             | 20 d'octubre de 2006   | Mount Lemmon         | Mt. Lemmon Survey    |
| 438427 | 2006 VF137             | 19 d'octubre de 2006   | Mount Lemmon         | Mt. Lemmon Survey    |
| 438428 | 2006 VR169             | 1 de novembre de 2006  | Mount Lemmon         | Mt. Lemmon Survey    |
| 438429 | 2006 WN1               | 17 de novembre de 2006 | Kitt Peak            | Spacewatch           |
| 438430 | 2006 WL3               | 19 de novembre de 2006 | Mount Lemmon         | Mt. Lemmon Survey    |
| 438431 | 2006 WW3               | 19 de novembre de 2006 | Mount Lemmon         | Mt. Lemmon Survey    |
| 438432 | 2006 WO27              | 20 de novembre de 2006 | Calvin-Rehoboth      | Molnar, L. A.        |
| 438433 | 2006 WU55              | 16 de novembre de 2006 | Mount Lemmon         | Mt. Lemmon Survey    |
| 438434 | 2006 WH69              | 17 de novembre de 2006 | Kitt Peak            | Spacewatch           |
| 438435 | 2006 WP71              | 27 de setembre de 2006 | Mount Lemmon         | Mt. Lemmon Survey    |
| 438436 | 2006 WC97              | 19 de novembre de 2006 | Kitt Peak            | Spacewatch           |
| 438437 | 2006 WS98              | 19 de novembre de 2006 | Kitt Peak            | Spacewatch           |
| 438438 | 2006 WD115             | 20 de novembre de 2006 | Kitt Peak            | Spacewatch           |
| 438439 | 2006 WD131             | 20 de novembre de 2006 | Siding Spring        | Siding Spring Survey |
| 438440 | 2006 WS141             | 28 de setembre de 2006 | Mount Lemmon         | Mt. Lemmon Survey    |
| 438441 | 2006 WX160             | 22 de novembre de 2006 | Mount Lemmon         | Mt. Lemmon Survey    |
| 438442 | 2006 WC169             | 23 de novembre de 2006 | Catalina             | CSS                  |
| 438443 | 2006 WJ170             | 31 d'octubre de 2006   | Mount Lemmon         | Mt. Lemmon Survey    |
| 438444 | 2006 WC174             | 19 de novembre de 2006 | Kitt Peak            | Spacewatch           |
| 438445 | 2006 WF188             | 16 de novembre de 2006 | Kitt Peak            | Spacewatch           |
| 438446 | 2006 XD22              | 10 de novembre de 2006 | Kitt Peak            | Spacewatch           |
| 438447 | 2006 XZ43              | 28 de novembre de 2006 | Socorro              | LINEAR               |
| 438448 | 2006 XL52              | 14 de desembre de 2006 | Socorro              | LINEAR               |
| 438449 | 2006 YB2               | 17 de desembre de 2006 | 7300                 | Yeung, W. K. Y.      |
| 438450 | 2006 YV6               | 20 de desembre de 2006 | Palomar              | NEAT                 |
| 438451 | 2006 YV8               | 15 de novembre de 2006 | Mount Lemmon         | Mt. Lemmon Survey    |
| 438452 | 2007 AS12              | 15 de gener de 2007    | Anderson Mesa        | LONEOS               |
| 438453 | 2007 AZ22              | 16 de desembre de 2006 | Mount Lemmon         | Mt. Lemmon Survey    |
| 438454 | 2007 BT32              | 9 de gener de 2007     | Mount Lemmon         | Mt. Lemmon Survey    |
| 438455 | 2007 BE33              | 18 de novembre de 2006 | Mount Lemmon         | Mt. Lemmon Survey    |
| 438456 | 2007 BZ34              | 24 de gener de 2007    | Mount Lemmon         | Mt. Lemmon Survey    |
| 438457 | 2007 BK61              | 21 de desembre de 2006 | Kitt Peak            | Spacewatch           |
| 438458 | 2007 BM62              | 27 de desembre de 2006 | Mount Lemmon         | Mt. Lemmon Survey    |
| 438459 | 2007 BN69              | 27 de gener de 2007    | Mount Lemmon         | Mt. Lemmon Survey    |
| 438460 | 2007 BY100             | 27 de gener de 2007    | Kitt Peak            | Spacewatch           |
| 438461 | 2007 CC3               | 10 de gener de 2007    | Kitt Peak            | Spacewatch           |
| 438462 | 2007 CG34              | 10 de gener de 2007    | Mount Lemmon         | Mt. Lemmon Survey    |
| 438463 | 2007 CY36              | 27 de gener de 2007    | Kitt Peak            | Spacewatch           |
| 438464 | 2007 DH3               | 16 de febrer de 2007   | Catalina             | CSS                  |
| 438465 | 2007 DS11              | 16 de febrer de 2007   | Palomar              | NEAT                 |
| 438466 | 2007 DJ20              | 17 de febrer de 2007   | Kitt Peak            | Spacewatch           |
| 438467 | 2007 DM59              | 22 de febrer de 2007   | Kitt Peak            | Spacewatch           |
| 438468 | 2007 DU64              | 21 de febrer de 2007   | Kitt Peak            | Spacewatch           |
| 438469 | 2007 DV109             | 17 de febrer de 2007   | Kitt Peak            | Spacewatch           |
| 438470 | 2007 EG11              | 27 de desembre de 2006 | Mount Lemmon         | Mt. Lemmon Survey    |
| 438471 | 2007 EF12              | 9 de març de 2007      | Catalina             | CSS                  |
| 438472 | 2007 EH64              | 10 de març de 2007     | Mount Lemmon         | Mt. Lemmon Survey    |
| 438473 | 2007 EZ74              | 10 de març de 2007     | Kitt Peak            | Spacewatch           |
| 438474 | 2007 ET84              | 12 de març de 2007     | Catalina             | CSS                  |
| 438475 | 2007 EJ113             | 12 de març de 2007     | Kitt Peak            | Spacewatch           |
| 438476 | 2007 EL114             | 27 de gener de 2007    | Kitt Peak            | Spacewatch           |
| 438477 | 2007 ED128             | 9 de març de 2007      | Mount Lemmon         | Mt. Lemmon Survey    |
| 438478 | 2007 EQ137             | 23 de febrer de 2007   | Mount Lemmon         | Mt. Lemmon Survey    |
| 438479 | 2007 EK173             | 14 de març de 2007     | Kitt Peak            | Spacewatch           |
| 438480 | 2007 EX174             | 14 de març de 2007     | Kitt Peak            | Spacewatch           |
| 438481 | 2007 ED195             | 25 de febrer de 2007   | Mount Lemmon         | Mt. Lemmon Survey    |
| 438482 | 2007 EG197             | 15 de març de 2007     | Kitt Peak            | Spacewatch           |
| 438483 | 2007 EY221             | 4 de juliol de 2005    | Mount Lemmon         | Mt. Lemmon Survey    |
| 438484 | 2007 EG224             | 14 de març de 2007     | Kitt Peak            | Spacewatch           |
| 438485 | 2007 FD25              | 20 de març de 2007     | Kitt Peak            | Spacewatch           |
| 438486 | 2007 FZ28              | 20 de març de 2007     | Mount Lemmon         | Mt. Lemmon Survey    |
| 438487 | 2007 FO48              | 20 de març de 2007     | Kitt Peak            | Spacewatch           |
| 438488 | 2007 GM18              | 11 d'abril de 2007     | Kitt Peak            | Spacewatch           |
| 438489 | 2007 GS26              | 14 d'abril de 2007     | Kitt Peak            | Spacewatch           |
| 438490 | 2007 GG31              | 13 de març de 2003     | Kitt Peak            | Spacewatch           |
| 438491 | 2007 GG64              | 15 d'abril de 2007     | Kitt Peak            | Spacewatch           |
| 438492 | 2007 HB85              | 24 d'abril de 2007     | Kitt Peak            | Spacewatch           |
| 438493 | 2007 HN96              | 18 d'abril de 2007     | Kitt Peak            | Spacewatch           |
| 438494 | 2007 NR6               | 15 de juliol de 2007   | Siding Spring        | Siding Spring Survey |
| 438495 | 2007 OY7               | 28 de juliol de 2007   | Pla D'Arguines       | Ferrando, R.         |
| 438496 | 2007 PH7               | 5 d'agost de 2007      | Socorro              | LINEAR               |
| 438497 | 2007 PN17              | 9 d'agost de 2007      | Socorro              | LINEAR               |
| 438498 | 2007 PP29              | 12 d'agost de 2007     | Great Shefford       | Birtwhistle, P.      |
| 438499 | 2007 PO45              | 12 d'agost de 2007     | Siding Spring        | Siding Spring Survey |
| 438500 | 2007 QO1               | 16 d'agost de 2007     | Socorro              | LINEAR               |

## 438501– 438600
| Nom    | Designació provisional | Data de descobriment   | Lloc de descobriment | Descobridor/s          |
| ------ | ---------------------- | ---------------------- | -------------------- | ---------------------- |
| 438501 | 2007 QY3               | 16 d'agost de 2007     | San Marcello         | San Marcello           |
| 438502 | 2007 QG17              | 23 d'agost de 2007     | Kitt Peak            | Spacewatch             |
| 438503 | 2007 RX27              | 16 d'agost de 2007     | XuYi                 | PMO NEO Survey Program |
| 438504 | 2007 RV29              | 4 de setembre de 2007  | Catalina             | CSS                    |
| 438505 | 2007 RM34              | 6 de setembre de 2007  | Anderson Mesa        | LONEOS                 |
| 438506 | 2007 RG55              | 9 de setembre de 2007  | Kitt Peak            | Spacewatch             |
| 438507 | 2007 RG70              | 10 de setembre de 2007 | Kitt Peak            | Spacewatch             |
| 438508 | 2007 RP70              | 24 d'agost de 2007     | Kitt Peak            | Spacewatch             |
| 438509 | 2007 RO72              | 10 de setembre de 2007 | Mount Lemmon         | Mt. Lemmon Survey      |
| 438510 | 2007 RQ98              | 10 de setembre de 2007 | Kitt Peak            | Spacewatch             |
| 438511 | 2007 RF144             | 14 de setembre de 2007 | Socorro              | LINEAR                 |
| 438512 | 2007 RD153             | 24 d'agost de 2007     | Kitt Peak            | Spacewatch             |
| 438513 | 2007 RD154             | 24 d'agost de 2007     | Kitt Peak            | Spacewatch             |
| 438514 | 2007 RE177             | 10 de setembre de 2007 | Mount Lemmon         | Mt. Lemmon Survey      |
| 438515 | 2007 RE194             | 18 de novembre de 2003 | Kitt Peak            | Spacewatch             |
| 438516 | 2007 RM229             | 11 de setembre de 2007 | Mount Lemmon         | Mt. Lemmon Survey      |
| 438517 | 2007 RM245             | 11 de setembre de 2007 | Kitt Peak            | Spacewatch             |
| 438518 | 2007 RS265             | 15 de setembre de 2007 | Mount Lemmon         | Mt. Lemmon Survey      |
| 438519 | 2007 RO269             | 15 de setembre de 2007 | Anderson Mesa        | LONEOS                 |
| 438520 | 2007 RZ297             | 5 de setembre de 2007  | Anderson Mesa        | LONEOS                 |
| 438521 | 2007 RZ309             | 3 de setembre de 2007  | Catalina             | CSS                    |
| 438522 | 2007 RJ321             | 14 de setembre de 2007 | Socorro              | LINEAR                 |
| 438523 | 2007 SC12              | 30 de setembre de 2007 | Farra d'Isonzo       | Farra d'Isonzo         |
| 438524 | 2007 TQ                | 3 d'octubre de 2007    | Mayhill              | Lowe, A.               |
| 438525 | 2007 TU                | 12 de setembre de 2007 | Mount Lemmon         | Mt. Lemmon Survey      |
| 438526 | 2007 TT34              | 6 d'octubre de 2007    | Kitt Peak            | Spacewatch             |
| 438527 | 2007 TB42              | 7 d'octubre de 2007    | Mount Lemmon         | Mt. Lemmon Survey      |
| 438528 | 2007 TW55              | 4 d'octubre de 2007    | Kitt Peak            | Spacewatch             |
| 438529 | 2007 TE64              | 7 d'octubre de 2007    | Mount Lemmon         | Mt. Lemmon Survey      |
| 438530 | 2007 TV65              | 9 d'octubre de 2007    | Socorro              | LINEAR                 |
| 438531 | 2007 TT70              | 5 de setembre de 2007  | Anderson Mesa        | LONEOS                 |
| 438532 | 2007 TC83              | 12 de setembre de 2007 | Mount Lemmon         | Mt. Lemmon Survey      |
| 438533 | 2007 TO85              | 8 d'octubre de 2007    | Catalina             | CSS                    |
| 438534 | 2007 TP109             | 7 d'octubre de 2007    | Catalina             | CSS                    |
| 438535 | 2007 TS111             | 8 d'octubre de 2007    | Catalina             | CSS                    |
| 438536 | 2007 TL158             | 9 d'octubre de 2007    | Socorro              | LINEAR                 |
| 438537 | 2007 TZ165             | 11 d'octubre de 2007   | Socorro              | LINEAR                 |
| 438538 | 2007 TW167             | 25 d'octubre de 2003   | Kitt Peak            | Spacewatch             |
| 438539 | 2007 TC176             | 5 d'octubre de 2007    | Kitt Peak            | Spacewatch             |
| 438540 | 2007 TV189             | 20 de setembre de 2003 | Kitt Peak            | Spacewatch             |
| 438541 | 2007 TA198             | 8 d'octubre de 2007    | Kitt Peak            | Spacewatch             |
| 438542 | 2007 TM207             | 10 d'octubre de 2007   | Mount Lemmon         | Mt. Lemmon Survey      |
| 438543 | 2007 TN214             | 7 d'octubre de 2007    | Kitt Peak            | Spacewatch             |
| 438544 | 2007 TL220             | 10 de març de 2005     | Mount Lemmon         | Mt. Lemmon Survey      |
| 438545 | 2007 TV220             | 8 d'octubre de 2007    | Mount Lemmon         | Mt. Lemmon Survey      |
| 438546 | 2007 TK224             | 11 d'octubre de 2007   | Mount Lemmon         | Mt. Lemmon Survey      |
| 438547 | 2007 TN224             | 11 d'octubre de 2007   | Kitt Peak            | Spacewatch             |
| 438548 | 2007 TJ230             | 8 d'octubre de 2007    | Kitt Peak            | Spacewatch             |
| 438549 | 2007 TW243             | 8 d'octubre de 2007    | Catalina             | CSS                    |
| 438550 | 2007 TH248             | 10 d'octubre de 2007   | Anderson Mesa        | LONEOS                 |
| 438551 | 2007 TL267             | 14 de setembre de 2007 | Mount Lemmon         | Mt. Lemmon Survey      |
| 438552 | 2007 TA269             | 9 d'octubre de 2007    | Kitt Peak            | Spacewatch             |
| 438553 | 2007 TH275             | 11 d'octubre de 2007   | Catalina             | CSS                    |
| 438554 | 2007 TL294             | 11 de setembre de 2007 | Kitt Peak            | Spacewatch             |
| 438555 | 2007 TF297             | 22 d'agost de 2007     | Socorro              | LINEAR                 |
| 438556 | 2007 TF301             | 12 d'octubre de 2007   | Kitt Peak            | Spacewatch             |
| 438557 | 2007 TQ327             | 11 d'octubre de 2007   | Kitt Peak            | Spacewatch             |
| 438558 | 2007 TJ331             | 11 d'octubre de 2007   | Kitt Peak            | Spacewatch             |
| 438559 | 2007 TR336             | 12 d'octubre de 2007   | Kitt Peak            | Spacewatch             |
| 438560 | 2007 TF368             | 10 d'octubre de 2007   | Mount Lemmon         | Mt. Lemmon Survey      |
| 438561 | 2007 TC406             | 14 d'octubre de 2007   | Kitt Peak            | Spacewatch             |
| 438562 | 2007 TW411             | 12 de setembre de 2007 | Catalina             | CSS                    |
| 438563 | 2007 TC420             | 9 d'octubre de 2007    | Catalina             | CSS                    |
| 438564 | 2007 TX423             | 14 de setembre de 2007 | Mount Lemmon         | Mt. Lemmon Survey      |
| 438565 | 2007 TU433             | 12 d'octubre de 2007   | Anderson Mesa        | LONEOS                 |
| 438566 | 2007 TN436             | 11 de setembre de 2007 | XuYi                 | PMO NEO Survey Program |
| 438567 | 2007 TW441             | 8 d'octubre de 2007    | Catalina             | CSS                    |
| 438568 | 2007 TV445             | 8 d'octubre de 2007    | Kitt Peak            | Spacewatch             |
| 438569 | 2007 TL450             | 12 d'octubre de 2007   | Kitt Peak            | Spacewatch             |
| 438570 | 2007 UM3               | 16 d'octubre de 2007   | Andrushivka          | Andrushivka            |
| 438571 | 2007 UJ6               | 21 d'octubre de 2007   | Prairie Grass        | Mahony, J.             |
| 438572 | 2007 UB7               | 23 d'octubre de 2007   | Sierra Stars         | Tozzi, F.              |
| 438573 | 2007 UN7               | 16 d'octubre de 2007   | Catalina             | CSS                    |
| 438574 | 2007 UY11              | 22 d'octubre de 2007   | Socorro              | LINEAR                 |
| 438575 | 2007 UO21              | 16 d'octubre de 2007   | Kitt Peak            | Spacewatch             |
| 438576 | 2007 UH52              | 16 d'octubre de 2007   | Mount Lemmon         | Mt. Lemmon Survey      |
| 438577 | 2007 UT56              | 30 d'octubre de 2007   | Mount Lemmon         | Mt. Lemmon Survey      |
| 438578 | 2007 UM68              | 30 d'octubre de 2007   | Catalina             | CSS                    |
| 438579 | 2007 UB85              | 8 d'octubre de 2007    | Kitt Peak            | Spacewatch             |
| 438580 | 2007 UP91              | 9 de setembre de 2007  | Mount Lemmon         | Mt. Lemmon Survey      |
| 438581 | 2007 UG100             | 30 d'octubre de 2007   | Kitt Peak            | Spacewatch             |
| 438582 | 2007 UC107             | 9 de setembre de 2007  | Mount Lemmon         | Mt. Lemmon Survey      |
| 438583 | 2007 UH109             | 10 de setembre de 2007 | Mount Lemmon         | Mt. Lemmon Survey      |
| 438584 | 2007 UD110             | 30 d'octubre de 2007   | Mount Lemmon         | Mt. Lemmon Survey      |
| 438585 | 2007 UA116             | 10 d'octubre de 2007   | Mount Lemmon         | Mt. Lemmon Survey      |
| 438586 | 2007 UZ117             | 12 d'octubre de 2007   | Kitt Peak            | Spacewatch             |
| 438587 | 2007 VR23              | 2 de novembre de 2007  | Catalina             | CSS                    |
| 438588 | 2007 VB32              | 2 de novembre de 2007  | Kitt Peak            | Spacewatch             |
| 438589 | 2007 VL34              | 3 de novembre de 2007  | Kitt Peak            | Spacewatch             |
| 438590 | 2007 VD42              | 16 d'octubre de 2007   | Kitt Peak            | Spacewatch             |
| 438591 | 2007 VK46              | 1 de novembre de 2007  | Kitt Peak            | Spacewatch             |
| 438592 | 2007 VS47              | 1 de novembre de 2007  | Kitt Peak            | Spacewatch             |
| 438593 | 2007 VV51              | 1 de novembre de 2007  | Kitt Peak            | Spacewatch             |
| 438594 | 2007 VA52              | 1 de novembre de 2007  | Kitt Peak            | Spacewatch             |
| 438595 | 2007 VL53              | 20 d'octubre de 2007   | Mount Lemmon         | Mt. Lemmon Survey      |
| 438596 | 2007 VC66              | 2 de novembre de 2007  | Mount Lemmon         | Mt. Lemmon Survey      |
| 438597 | 2007 VV75              | 15 de setembre de 2007 | Mount Lemmon         | Mt. Lemmon Survey      |
| 438598 | 2007 VF93              | 3 de novembre de 2007  | Socorro              | LINEAR                 |
| 438599 | 2007 VZ96              | 1 de novembre de 2007  | Kitt Peak            | Spacewatch             |
| 438600 | 2007 VB99              | 9 d'abril de 2005      | Mount Lemmon         | Mt. Lemmon Survey      |

## 438601– 438700
| Nom    | Designació provisional | Data de descobriment   | Lloc de descobriment | Descobridor/s          |
| ------ | ---------------------- | ---------------------- | -------------------- | ---------------------- |
| 438601 | 2007 VH102             | 2 de novembre de 2007  | Kitt Peak            | Spacewatch             |
| 438602 | 2007 VV110             | 3 de novembre de 2007  | Kitt Peak            | Spacewatch             |
| 438603 | 2007 VL173             | 2 de novembre de 2007  | Mount Lemmon         | Mt. Lemmon Survey      |
| 438604 | 2007 VA197             | 31 d'octubre de 2007   | Mount Lemmon         | Mt. Lemmon Survey      |
| 438605 | 2007 VM217             | 5 de novembre de 2007  | Kitt Peak            | Spacewatch             |
| 438606 | 2007 VJ242             | 5 de novembre de 2007  | XuYi                 | PMO NEO Survey Program |
| 438607 | 2007 VH248             | 20 de juny de 2006     | Kitt Peak            | Spacewatch             |
| 438608 | 2007 VC275             | 4 de novembre de 2007  | Mount Lemmon         | Mt. Lemmon Survey      |
| 438609 | 2007 VG290             | 14 de novembre de 2007 | Kitt Peak            | Spacewatch             |
| 438610 | 2007 VS297             | 11 d'octubre de 2007   | Catalina             | CSS                    |
| 438611 | 2007 VQ311             | 13 de novembre de 2007 | Kitt Peak            | Spacewatch             |
| 438612 | 2007 VL325             | 2 de novembre de 2007  | Socorro              | LINEAR                 |
| 438613 | 2007 VE327             | 6 de novembre de 2007  | Kitt Peak            | Spacewatch             |
| 438614 | 2007 VX328             | 10 de novembre de 2007 | XuYi                 | PMO NEO Survey Program |
| 438615 | 2007 WT58              | 18 de novembre de 2007 | Kitt Peak            | Spacewatch             |
| 438616 | 2007 XW2               | 5 de novembre de 2007  | Mount Lemmon         | Mt. Lemmon Survey      |
| 438617 | 2007 XM22              | 5 de desembre de 2007  | Kitt Peak            | Spacewatch             |
| 438618 | 2007 XE23              | 20 de setembre de 2007 | Catalina             | CSS                    |
| 438619 | 2007 XE53              | 14 de desembre de 2007 | Mount Lemmon         | Mt. Lemmon Survey      |
| 438620 | 2007 XM53              | 14 de desembre de 2007 | Mount Lemmon         | Mt. Lemmon Survey      |
| 438621 | 2007 XT57              | 4 de desembre de 2007  | Mount Lemmon         | Mt. Lemmon Survey      |
| 438622 | 2007 YN19              | 4 de desembre de 2007  | Kitt Peak            | Spacewatch             |
| 438623 | 2007 YP19              | 3 de desembre de 2007  | Kitt Peak            | Spacewatch             |
| 438624 | 2007 YY23              | 17 de desembre de 2007 | Mount Lemmon         | Mt. Lemmon Survey      |
| 438625 | 2007 YN30              | 18 de desembre de 2007 | Kitt Peak            | Spacewatch             |
| 438626 | 2007 YD65              | 31 de desembre de 2007 | Kitt Peak            | Spacewatch             |
| 438627 | 2007 YN72              | 18 de desembre de 2007 | Kitt Peak            | Spacewatch             |
| 438628 | 2008 AL1               | 7 de novembre de 2007  | Mount Lemmon         | Mt. Lemmon Survey      |
| 438629 | 2008 AD26              | 10 de gener de 2008    | Mount Lemmon         | Mt. Lemmon Survey      |
| 438630 | 2008 AP82              | 14 de gener de 2008    | Kitt Peak            | Spacewatch             |
| 438631 | 2008 AL91              | 13 de gener de 2008    | Kitt Peak            | Spacewatch             |
| 438632 | 2008 AV94              | 31 de desembre de 2007 | Mount Lemmon         | Mt. Lemmon Survey      |
| 438633 | 2008 AA113             | 18 d'octubre de 2007   | Catalina             | CSS                    |
| 438634 | 2008 AN128             | 13 de gener de 2008    | Kitt Peak            | Spacewatch             |
| 438635 | 2008 BP9               | 16 de gener de 2008    | Kitt Peak            | Spacewatch             |
| 438636 | 2008 BL14              | 21 de novembre de 2007 | Catalina             | CSS                    |
| 438637 | 2008 CY13              | 3 de febrer de 2008    | Kitt Peak            | Spacewatch             |
| 438638 | 2008 CD30              | 2 de febrer de 2008    | Kitt Peak            | Spacewatch             |
| 438639 | 2008 CU32              | 2 de febrer de 2008    | Kitt Peak            | Spacewatch             |
| 438640 | 2008 CH36              | 2 de febrer de 2008    | Kitt Peak            | Spacewatch             |
| 438641 | 2008 CF58              | 18 de gener de 2008    | Kitt Peak            | Spacewatch             |
| 438642 | 2008 CG89              | 7 de febrer de 2008    | Kitt Peak            | Spacewatch             |
| 438643 | 2008 CS100             | 1 de gener de 2008     | Kitt Peak            | Spacewatch             |
| 438644 | 2008 CZ112             | 10 de febrer de 2008   | Kitt Peak            | Spacewatch             |
| 438645 | 2008 CY130             | 20 de gener de 2008    | Mount Lemmon         | Mt. Lemmon Survey      |
| 438646 | 2008 CL135             | 8 de febrer de 2008    | Mount Lemmon         | Mt. Lemmon Survey      |
| 438647 | 2008 CK137             | 28 d'agost de 2006     | Kitt Peak            | Spacewatch             |
| 438648 | 2008 CR159             | 9 de febrer de 2008    | Kitt Peak            | Spacewatch             |
| 438649 | 2008 CS163             | 10 de gener de 2008    | Mount Lemmon         | Mt. Lemmon Survey      |
| 438650 | 2008 CR166             | 11 de febrer de 2008   | Mount Lemmon         | Mt. Lemmon Survey      |
| 438651 | 2008 CL170             | 11 de gener de 2008    | Mount Lemmon         | Mt. Lemmon Survey      |
| 438652 | 2008 CW181             | 11 de febrer de 2008   | Mount Lemmon         | Mt. Lemmon Survey      |
| 438653 | 2008 CS201             | 8 de febrer de 2008    | Kitt Peak            | Spacewatch             |
| 438654 | 2008 CZ203             | 13 de febrer de 2008   | Kitt Peak            | Spacewatch             |
| 438655 | 2008 DC51              | 29 de febrer de 2008   | Mount Lemmon         | Mt. Lemmon Survey      |
| 438656 | 2008 DU61              | 4 de juliol de 2005    | Mount Lemmon         | Mt. Lemmon Survey      |
| 438657 | 2008 DY61              | 28 de febrer de 2008   | Mount Lemmon         | Mt. Lemmon Survey      |
| 438658 | 2008 DK66              | 28 de febrer de 2008   | Mount Lemmon         | Mt. Lemmon Survey      |
| 438659 | 2008 DP84              | 28 de febrer de 2008   | Kitt Peak            | Spacewatch             |
| 438660 | 2008 DF89              | 28 de febrer de 2008   | Kitt Peak            | Spacewatch             |
| 438661 | 2008 EP6               | 5 de març de 2008      | Siding Spring        | Siding Spring Survey   |
| 438662 | 2008 EV24              | 18 de febrer de 2008   | Mount Lemmon         | Mt. Lemmon Survey      |
| 438663 | 2008 EL38              | 4 de març de 2008      | Kitt Peak            | Spacewatch             |
| 438664 | 2008 EW117             | 9 de març de 2008      | Mount Lemmon         | Mt. Lemmon Survey      |
| 438665 | 2008 EE124             | 10 de març de 2008     | Kitt Peak            | Spacewatch             |
| 438666 | 2008 EF125             | 10 de març de 2008     | Catalina             | CSS                    |
| 438667 | 2008 EJ157             | 15 de març de 2008     | Mount Lemmon         | Mt. Lemmon Survey      |
| 438668 | 2008 EW161             | 10 de març de 2008     | Kitt Peak            | Spacewatch             |
| 438669 | 2008 FL23              | 27 de març de 2008     | Kitt Peak            | Spacewatch             |
| 438670 | 2008 FF39              | 5 de març de 2008      | Mount Lemmon         | Mt. Lemmon Survey      |
| 438671 | 2008 FQ56              | 25 de setembre de 1995 | Kitt Peak            | Spacewatch             |
| 438672 | 2008 FQ96              | 29 de març de 2008     | Kitt Peak            | Spacewatch             |
| 438673 | 2008 GY15              | 3 d'abril de 2008      | Mount Lemmon         | Mt. Lemmon Survey      |
| 438674 | 2008 GQ31              | 3 d'abril de 2008      | Kitt Peak            | Spacewatch             |
| 438675 | 2008 GS43              | 15 de març de 2008     | Kitt Peak            | Spacewatch             |
| 438676 | 2008 GW82              | 8 d'abril de 2008      | Kitt Peak            | Spacewatch             |
| 438677 | 2008 GF89              | 6 d'abril de 2008      | Kitt Peak            | Spacewatch             |
| 438678 | 2008 GB98              | 3 d'abril de 2008      | Kitt Peak            | Spacewatch             |
| 438679 | 2008 GK115             | 11 d'abril de 2008     | Kitt Peak            | Spacewatch             |
| 438680 | 2008 GY134             | 7 d'abril de 2008      | Kitt Peak            | Spacewatch             |
| 438681 | 2008 GO140             | 8 d'abril de 2008      | Kitt Peak            | Spacewatch             |
| 438682 | 2008 HB22              | 26 d'abril de 2008     | Kitt Peak            | Spacewatch             |
| 438683 | 2008 HE26              | 29 d'agost de 2005     | Kitt Peak            | Spacewatch             |
| 438684 | 2008 HS36              | 8 de maig de 1994      | Kitt Peak            | Spacewatch             |
| 438685 | 2008 JM7               | 6 d'abril de 2008      | Mount Lemmon         | Mt. Lemmon Survey      |
| 438686 | 2008 JB14              | 6 de maig de 2008      | Mount Lemmon         | Mt. Lemmon Survey      |
| 438687 | 2008 JE37              | 13 de maig de 2008     | Mount Lemmon         | Mt. Lemmon Survey      |
| 438688 | 2008 LX10              | 6 de juny de 2008      | Kitt Peak            | Spacewatch             |
| 438689 | 2008 LB17              | 15 de maig de 2008     | Mount Lemmon         | Mt. Lemmon Survey      |
| 438690 | 2008 OG20              | 30 de juliol de 2008   | Kitt Peak            | Spacewatch             |
| 438691 | 2008 PJ11              | 30 de juliol de 2008   | Mount Lemmon         | Mt. Lemmon Survey      |
| 438692 | 2008 PO12              | 9 d'agost de 2008      | Dauban               | Kugel, F.              |
| 438693 | 2008 PL15              | 26 de juliol de 2008   | Siding Spring        | Siding Spring Survey   |
| 438694 | 2008 PZ19              | 7 d'agost de 2008      | Kitt Peak            | Spacewatch             |
| 438695 | 2008 QA8               | 29 de juliol de 2008   | Kitt Peak            | Spacewatch             |
| 438696 | 2008 QF26              | 29 d'agost de 2008     | La Sagra             | OAM                    |
| 438697 | 2008 QE27              | 12 de novembre de 2005 | Kitt Peak            | Spacewatch             |
| 438698 | 2008 QU36              | 21 d'agost de 2008     | Kitt Peak            | Spacewatch             |
| 438699 | 2008 RK32              | 2 de setembre de 2008  | Kitt Peak            | Spacewatch             |
| 438700 | 2008 RV49              | 29 de juliol de 2008   | Mount Lemmon         | Mt. Lemmon Survey      |

## 438701– 438800
| Nom    | Designació provisional | Data de descobriment   | Lloc de descobriment | Descobridor/s        |
| ------ | ---------------------- | ---------------------- | -------------------- | -------------------- |
| 438701 | 2008 RC58              | 3 de setembre de 2008  | Kitt Peak            | Spacewatch           |
| 438702 | 2008 RQ61              | 4 de setembre de 2008  | Kitt Peak            | Spacewatch           |
| 438703 | 2008 RX87              | 5 de setembre de 2008  | Kitt Peak            | Spacewatch           |
| 438704 | 2008 RU110             | 3 de setembre de 2008  | Kitt Peak            | Spacewatch           |
| 438705 | 2008 RM111             | 4 de setembre de 2008  | Kitt Peak            | Spacewatch           |
| 438706 | 2008 RA115             | 6 de setembre de 2008  | Mount Lemmon         | Mt. Lemmon Survey    |
| 438707 | 2008 RB136             | 4 de setembre de 2008  | Socorro              | LINEAR               |
| 438708 | 2008 RW136             | 4 de setembre de 2008  | Kitt Peak            | Spacewatch           |
| 438709 | 2008 RS142             | 8 de setembre de 2008  | Kitt Peak            | Spacewatch           |
| 438710 | 2008 SP6               | 5 de setembre de 2008  | Kitt Peak            | Spacewatch           |
| 438711 | 2008 SG7               | 22 de setembre de 2008 | Goodricke-Pigott     | Tucker, R. A.        |
| 438712 | 2008 SD58              | 20 de setembre de 2008 | Kitt Peak            | Spacewatch           |
| 438713 | 2008 SJ59              | 20 de setembre de 2008 | Kitt Peak            | Spacewatch           |
| 438714 | 2008 SG84              | 27 de setembre de 2008 | Sierra Stars         | Tozzi, F.            |
| 438715 | 2008 SN92              | 21 de setembre de 2008 | Kitt Peak            | Spacewatch           |
| 438716 | 2008 SN94              | 22 d'agost de 2004     | Kitt Peak            | Spacewatch           |
| 438717 | 2008 SF96              | 21 de setembre de 2008 | Kitt Peak            | Spacewatch           |
| 438718 | 2008 SF101             | 21 de setembre de 2008 | Kitt Peak            | Spacewatch           |
| 438719 | 2008 SF102             | 21 de setembre de 2008 | Kitt Peak            | Spacewatch           |
| 438720 | 2008 ST137             | 23 de setembre de 2008 | Kitt Peak            | Spacewatch           |
| 438721 | 2008 SO211             | 28 de setembre de 2008 | Mount Lemmon         | Mt. Lemmon Survey    |
| 438722 | 2008 SZ217             | 30 de setembre de 2008 | Mount Lemmon         | Mt. Lemmon Survey    |
| 438723 | 2008 SH226             | 27 de setembre de 2008 | Bergisch Gladbach    | Bickel, W.           |
| 438724 | 2008 SL242             | 29 de setembre de 2008 | Kitt Peak            | Spacewatch           |
| 438725 | 2008 SU242             | 29 de setembre de 2008 | Kitt Peak            | Spacewatch           |
| 438726 | 2008 SL248             | 20 de setembre de 2008 | Mount Lemmon         | Mt. Lemmon Survey    |
| 438727 | 2008 SR287             | 23 de setembre de 2008 | Kitt Peak            | Spacewatch           |
| 438728 | 2008 SZ297             | 20 de setembre de 2008 | Kitt Peak            | Spacewatch           |
| 438729 | 2008 SH305             | 26 de setembre de 2008 | Kitt Peak            | Spacewatch           |
| 438730 | 2008 SM305             | 27 de setembre de 2008 | Mount Lemmon         | Mt. Lemmon Survey    |
| 438731 | 2008 SY306             | 29 de setembre de 2008 | Socorro              | LINEAR               |
| 438732 | 2008 SQ309             | 24 de setembre de 2008 | Kitt Peak            | Spacewatch           |
| 438733 | 2008 TO7               | 3 d'octubre de 2008    | La Sagra             | OAM                  |
| 438734 | 2008 TL20              | 1 d'octubre de 2008    | Mount Lemmon         | Mt. Lemmon Survey    |
| 438735 | 2008 TL35              | 1 d'octubre de 2008    | Mount Lemmon         | Mt. Lemmon Survey    |
| 438736 | 2008 TE43              | 23 de setembre de 2008 | Catalina             | CSS                  |
| 438737 | 2008 TD78              | 2 d'octubre de 2008    | Mount Lemmon         | Mt. Lemmon Survey    |
| 438738 | 2008 TX89              | 3 d'octubre de 2008    | Kitt Peak            | Spacewatch           |
| 438739 | 2008 TM94              | 27 de setembre de 2008 | Mount Lemmon         | Mt. Lemmon Survey    |
| 438740 | 2008 TY94              | 5 d'octubre de 2008    | La Sagra             | OAM                  |
| 438741 | 2008 TG116             | 6 d'octubre de 2008    | Mount Lemmon         | Mt. Lemmon Survey    |
| 438742 | 2008 TP128             | 8 d'octubre de 2008    | Catalina             | CSS                  |
| 438743 | 2008 TL156             | 9 d'octubre de 2008    | Kitt Peak            | Spacewatch           |
| 438744 | 2008 TF161             | 1 d'octubre de 2008    | Kitt Peak            | Spacewatch           |
| 438745 | 2008 TA170             | 8 d'octubre de 2008    | Kitt Peak            | Spacewatch           |
| 438746 | 2008 TD172             | 9 d'octubre de 2008    | Mount Lemmon         | Mt. Lemmon Survey    |
| 438747 | 2008 TZ174             | 8 d'octubre de 2008    | Mount Lemmon         | Mt. Lemmon Survey    |
| 438748 | 2008 TS187             | 8 d'octubre de 2008    | Catalina             | CSS                  |
| 438749 | 2008 TX188             | 10 d'octubre de 2008   | Mount Lemmon         | Mt. Lemmon Survey    |
| 438750 | 2008 UB36              | 26 de setembre de 2008 | Kitt Peak            | Spacewatch           |
| 438751 | 2008 UP53              | 7 de setembre de 2008  | Mount Lemmon         | Mt. Lemmon Survey    |
| 438752 | 2008 UR55              | 21 d'octubre de 2008   | Kitt Peak            | Spacewatch           |
| 438753 | 2008 US56              | 7 de setembre de 2008  | Mount Lemmon         | Mt. Lemmon Survey    |
| 438754 | 2008 UP57              | 21 d'octubre de 2008   | Kitt Peak            | Spacewatch           |
| 438755 | 2008 UL62              | 21 d'octubre de 2008   | Kitt Peak            | Spacewatch           |
| 438756 | 2008 UG75              | 21 d'octubre de 2008   | Kitt Peak            | Spacewatch           |
| 438757 | 2008 UR97              | 27 de setembre de 2008 | Mount Lemmon         | Mt. Lemmon Survey    |
| 438758 | 2008 UH109             | 21 d'octubre de 2008   | Mount Lemmon         | Mt. Lemmon Survey    |
| 438759 | 2008 UA133             | 23 d'octubre de 2008   | Kitt Peak            | Spacewatch           |
| 438760 | 2008 UF137             | 23 d'octubre de 2008   | Kitt Peak            | Spacewatch           |
| 438761 | 2008 UR163             | 7 de setembre de 2008  | Mount Lemmon         | Mt. Lemmon Survey    |
| 438762 | 2008 UV177             | 24 d'octubre de 2008   | Mount Lemmon         | Mt. Lemmon Survey    |
| 438763 | 2008 UC179             | 24 d'octubre de 2008   | Catalina             | CSS                  |
| 438764 | 2008 UT186             | 24 d'octubre de 2008   | Kitt Peak            | Spacewatch           |
| 438765 | 2008 UV212             | 24 d'octubre de 2008   | Kitt Peak            | Spacewatch           |
| 438766 | 2008 UN223             | 25 d'octubre de 2008   | Kitt Peak            | Spacewatch           |
| 438767 | 2008 UO229             | 25 d'octubre de 2008   | Kitt Peak            | Spacewatch           |
| 438768 | 2008 UB264             | 4 d'agost de 2008      | Siding Spring        | Siding Spring Survey |
| 438769 | 2008 UC313             | 30 d'octubre de 2008   | Catalina             | CSS                  |
| 438770 | 2008 UX329             | 9 de setembre de 2008  | Mount Lemmon         | Mt. Lemmon Survey    |
| 438771 | 2008 UR342             | 29 d'octubre de 2008   | Kitt Peak            | Spacewatch           |
| 438772 | 2008 UM343             | 25 d'octubre de 2008   | Mount Lemmon         | Mt. Lemmon Survey    |
| 438773 | 2008 UK349             | 1 d'octubre de 2008    | Mount Lemmon         | Mt. Lemmon Survey    |
| 438774 | 2008 UP349             | 11 de novembre de 2004 | Kitt Peak            | Spacewatch           |
| 438775 | 2008 UZ356             | 23 d'octubre de 2008   | Kitt Peak            | Spacewatch           |
| 438776 | 2008 UV357             | 24 d'octubre de 2008   | Kitt Peak            | Spacewatch           |
| 438777 | 2008 UQ358             | 26 d'octubre de 2008   | Kitt Peak            | Spacewatch           |
| 438778 | 2008 UZ369             | 25 d'octubre de 2008   | Socorro              | LINEAR               |
| 438779 | 2008 VR12              | 2 de novembre de 2008  | Mount Lemmon         | Mt. Lemmon Survey    |
| 438780 | 2008 VK28              | 2 de novembre de 2008  | Vail-Jarnac          | Jarnac               |
| 438781 | 2008 VF51              | 4 de novembre de 2008  | Kitt Peak            | Spacewatch           |
| 438782 | 2008 VO64              | 30 d'octubre de 2008   | Catalina             | CSS                  |
| 438783 | 2008 VX77              | 7 de novembre de 2008  | Socorro              | LINEAR               |
| 438784 | 2008 VH79              | 2 de novembre de 2008  | Mount Lemmon         | Mt. Lemmon Survey    |
| 438785 | 2008 WP49              | 18 de novembre de 2008 | Catalina             | CSS                  |
| 438786 | 2008 WF67              | 18 de novembre de 2008 | Kitt Peak            | Spacewatch           |
| 438787 | 2008 WM67              | 7 de novembre de 2008  | Mount Lemmon         | Mt. Lemmon Survey    |
| 438788 | 2008 WR81              | 7 de novembre de 2008  | Mount Lemmon         | Mt. Lemmon Survey    |
| 438789 | 2008 WP126             | 24 de novembre de 2008 | Mount Lemmon         | Mt. Lemmon Survey    |
| 438790 | 2008 WV139             | 30 de novembre de 2008 | Socorro              | LINEAR               |
| 438791 | 2008 XT1               | 1 de desembre de 2008  | Skylive              | Tozzi, F.            |
| 438792 | 2008 XO3               | 2 de desembre de 2008  | Socorro              | LINEAR               |
| 438793 | 2008 XO8               | 7 de novembre de 2008  | Mount Lemmon         | Mt. Lemmon Survey    |
| 438794 | 2008 XC16              | 26 d'octubre de 2008   | Mount Lemmon         | Mt. Lemmon Survey    |
| 438795 | 2008 XU29              | 1 de desembre de 2008  | Kitt Peak            | Spacewatch           |
| 438796 | 2008 YX14              | 27 d'octubre de 2008   | Kitt Peak            | Spacewatch           |
| 438797 | 2008 YS20              | 21 de desembre de 2008 | Mount Lemmon         | Mt. Lemmon Survey    |
| 438798 | 2008 YQ30              | 29 de desembre de 2008 | Calvin-Rehoboth      | Molnar, L. A.        |
| 438799 | 2008 YF38              | 19 de novembre de 2008 | Mount Lemmon         | Mt. Lemmon Survey    |
| 438800 | 2008 YN38              | 29 de desembre de 2008 | Kitt Peak            | Spacewatch           |

## 438801– 438900
| Nom    | Designació provisional | Data de descobriment   | Lloc de descobriment | Descobridor/s        |
| ------ | ---------------------- | ---------------------- | -------------------- | -------------------- |
| 438801 | 2008 YR48              | 29 de desembre de 2008 | Mount Lemmon         | Mt. Lemmon Survey    |
| 438802 | 2008 YC49              | 29 de desembre de 2008 | Mount Lemmon         | Mt. Lemmon Survey    |
| 438803 | 2008 YM50              | 1 de desembre de 2008  | Mount Lemmon         | Mt. Lemmon Survey    |
| 438804 | 2008 YD76              | 30 de desembre de 2008 | Mount Lemmon         | Mt. Lemmon Survey    |
| 438805 | 2008 YB84              | 31 de desembre de 2008 | Kitt Peak            | Spacewatch           |
| 438806 | 2008 YR86              | 20 de novembre de 2008 | Mount Lemmon         | Mt. Lemmon Survey    |
| 438807 | 2008 YN101             | 29 de desembre de 2008 | Kitt Peak            | Spacewatch           |
| 438808 | 2008 YR106             | 29 de desembre de 2008 | Kitt Peak            | Spacewatch           |
| 438809 | 2008 YG108             | 29 de desembre de 2008 | Kitt Peak            | Spacewatch           |
| 438810 | 2008 YO114             | 29 de desembre de 2008 | Kitt Peak            | Spacewatch           |
| 438811 | 2008 YJ125             | 22 de desembre de 2008 | Kitt Peak            | Spacewatch           |
| 438812 | 2008 YD135             | 6 de novembre de 2008  | Mount Lemmon         | Mt. Lemmon Survey    |
| 438813 | 2008 YC142             | 30 de desembre de 2008 | Kitt Peak            | Spacewatch           |
| 438814 | 2008 YF144             | 21 de desembre de 2008 | Mount Lemmon         | Mt. Lemmon Survey    |
| 438815 | 2008 YX148             | 31 de desembre de 2008 | Kitt Peak            | Spacewatch           |
| 438816 | 2008 YC153             | 31 de desembre de 2008 | Kitt Peak            | Spacewatch           |
| 438817 | 2008 YT158             | 30 de desembre de 2008 | Kitt Peak            | Spacewatch           |
| 438818 | 2008 YY171             | 30 de desembre de 2008 | Mount Lemmon         | Mt. Lemmon Survey    |
| 438819 | 2009 AP                | 1 de gener de 2009     | Kitt Peak            | Spacewatch           |
| 438820 | 2009 AV8               | 6 d'octubre de 2008    | Mount Lemmon         | Mt. Lemmon Survey    |
| 438821 | 2009 AB12              | 12 de setembre de 2007 | Mount Lemmon         | Mt. Lemmon Survey    |
| 438822 | 2009 AG12              | 14 de setembre de 2007 | Kitt Peak            | Spacewatch           |
| 438823 | 2009 AZ13              | 2 de gener de 2009     | Mount Lemmon         | Mt. Lemmon Survey    |
| 438824 | 2009 AN15              | 7 de gener de 2009     | Kitt Peak            | Spacewatch           |
| 438825 | 2009 AD27              | 22 de desembre de 2008 | Mount Lemmon         | Mt. Lemmon Survey    |
| 438826 | 2009 BR1               | 17 de gener de 2009    | Tzec Maun            | Tozzi, F.            |
| 438827 | 2009 BB2               | 18 de gener de 2009    | Catalina             | CSS                  |
| 438828 | 2009 BR7               | 29 d'octubre de 2008   | Kitt Peak            | Spacewatch           |
| 438829 | 2009 BY7               | 21 de gener de 2009    | Obs. de L' Ametlla   | Garrigos, A.         |
| 438830 | 2009 BD29              | 21 de desembre de 2008 | Mount Lemmon         | Mt. Lemmon Survey    |
| 438831 | 2009 BN40              | 16 de gener de 2009    | Kitt Peak            | Spacewatch           |
| 438832 | 2009 BG42              | 16 de gener de 2009    | Kitt Peak            | Spacewatch           |
| 438833 | 2009 BL43              | 6 de novembre de 2008  | Mount Lemmon         | Mt. Lemmon Survey    |
| 438834 | 2009 BU77              | 25 de gener de 2009    | Socorro              | LINEAR               |
| 438835 | 2009 BA84              | 31 de gener de 2009    | Kitt Peak            | Spacewatch           |
| 438836 | 2009 BR104             | 25 de gener de 2009    | Kitt Peak            | Spacewatch           |
| 438837 | 2009 BK106             | 2 de novembre de 2007  | Mount Lemmon         | Mt. Lemmon Survey    |
| 438838 | 2009 BE109             | 30 de gener de 2009    | Mount Lemmon         | Mt. Lemmon Survey    |
| 438839 | 2009 BE121             | 14 de setembre de 2007 | Mount Lemmon         | Mt. Lemmon Survey    |
| 438840 | 2009 BD124             | 31 de gener de 2009    | Kitt Peak            | Spacewatch           |
| 438841 | 2009 BC160             | 30 de gener de 2009    | Kitt Peak            | Spacewatch           |
| 438842 | 2009 BM171             | 19 d'octubre de 2007   | Catalina             | CSS                  |
| 438843 | 2009 BH184             | 16 de gener de 2009    | Kitt Peak            | Spacewatch           |
| 438844 | 2009 CE8               | 1 de febrer de 2009    | Mount Lemmon         | Mt. Lemmon Survey    |
| 438845 | 2009 CC25              | 31 de desembre de 2008 | Mount Lemmon         | Mt. Lemmon Survey    |
| 438846 | 2009 CJ30              | 1 de febrer de 2009    | Kitt Peak            | Spacewatch           |
| 438847 | 2009 CR31              | 1 de febrer de 2009    | Kitt Peak            | Spacewatch           |
| 438848 | 2009 CL44              | 2 de febrer de 2009    | Catalina             | CSS                  |
| 438849 | 2009 CA53              | 14 de febrer de 2009   | Mount Lemmon         | Mt. Lemmon Survey    |
| 438850 | 2009 CB61              | 14 de febrer de 2009   | Mount Lemmon         | Mt. Lemmon Survey    |
| 438851 | 2009 DO13              | 30 de juliol de 2005   | Siding Spring        | Siding Spring Survey |
| 438852 | 2009 DG22              | 25 de maig de 2006     | Kitt Peak            | Spacewatch           |
| 438853 | 2009 DB39              | 22 de febrer de 2009   | Mount Lemmon         | Mt. Lemmon Survey    |
| 438854 | 2009 DX55              | 22 de febrer de 2009   | Kitt Peak            | Spacewatch           |
| 438855 | 2009 DR93              | 2 d'octubre de 2006    | Mount Lemmon         | Mt. Lemmon Survey    |
| 438856 | 2009 DL107             | 20 de febrer de 2009   | Kitt Peak            | Spacewatch           |
| 438857 | 2009 DF121             | 27 de febrer de 2009   | Kitt Peak            | Spacewatch           |
| 438858 | 2009 DA131             | 26 de febrer de 2009   | Catalina             | CSS                  |
| 438859 | 2009 DY141             | 20 de febrer de 2009   | Catalina             | CSS                  |
| 438860 | 2009 DG142             | 26 de febrer de 2009   | Kitt Peak            | Spacewatch           |
| 438861 | 2009 ER17              | 15 de març de 2009     | Kitt Peak            | Spacewatch           |
| 438862 | 2009 FX33              | 19 de febrer de 2009   | Kitt Peak            | Spacewatch           |
| 438863 | 2009 FY48              | 26 de març de 2009     | Mount Lemmon         | Mt. Lemmon Survey    |
| 438864 | 2009 FY63              | 29 de març de 2009     | Kitt Peak            | Spacewatch           |
| 438865 | 2009 FR73              | 26 de març de 2009     | Kitt Peak            | Spacewatch           |
| 438866 | 2009 FC74              | 31 de març de 2009     | Kitt Peak            | Spacewatch           |
| 438867 | 2009 FB75              | 29 de març de 2009     | Socorro              | LINEAR               |
| 438868 | 2009 HF7               | 17 d'abril de 2009     | Kitt Peak            | Spacewatch           |
| 438869 | 2009 HT35              | 20 d'abril de 2009     | Mount Lemmon         | Mt. Lemmon Survey    |
| 438870 | 2009 HL48              | 19 d'abril de 2009     | Kitt Peak            | Spacewatch           |
| 438871 | 2009 HU60              | 19 d'abril de 2009     | Mount Lemmon         | Mt. Lemmon Survey    |
| 438872 | 2009 HG70              | 26 de març de 2009     | Kitt Peak            | Spacewatch           |
| 438873 | 2009 HM71              | 22 d'abril de 2009     | Mount Lemmon         | Mt. Lemmon Survey    |
| 438874 | 2009 HY71              | 25 d'abril de 2009     | Črni Vrh             | Crni Vrh             |
| 438875 | 2009 HT92              | 30 d'abril de 2009     | Kitt Peak            | Spacewatch           |
| 438876 | 2009 HP96              | 23 d'abril de 2009     | Kitt Peak            | Spacewatch           |
| 438877 | 2009 HS102             | 23 d'abril de 2009     | Kitt Peak            | Spacewatch           |
| 438878 | 2009 HP103             | 19 d'abril de 2009     | Kitt Peak            | Spacewatch           |
| 438879 | 2009 RF15              | 12 de setembre de 2009 | Kitt Peak            | Spacewatch           |
| 438880 | 2009 RQ15              | 12 de setembre de 2009 | Kitt Peak            | Spacewatch           |
| 438881 | 2009 RD28              | 10 de setembre de 2009 | ESA OGS              | ESA OGS              |
| 438882 | 2009 SS46              | 17 de març de 2005     | Mount Lemmon         | Mt. Lemmon Survey    |
| 438883 | 2009 SA67              | 17 de setembre de 2009 | Kitt Peak            | Spacewatch           |
| 438884 | 2009 SW109             | 17 de setembre de 2009 | Catalina             | CSS                  |
| 438885 | 2009 SN154             | 20 de setembre de 2009 | Kitt Peak            | Spacewatch           |
| 438886 | 2009 SP163             | 21 de setembre de 2009 | Kitt Peak            | Spacewatch           |
| 438887 | 2009 SC252             | 21 de setembre de 2009 | Kitt Peak            | Spacewatch           |
| 438888 | 2009 SR262             | 23 de setembre de 2009 | Kitt Peak            | Spacewatch           |
| 438889 | 2009 SA313             | 18 de setembre de 2009 | Kitt Peak            | Spacewatch           |
| 438890 | 2009 SM359             | 22 de setembre de 2009 | Kitt Peak            | Spacewatch           |
| 438891 | 2009 TZ34              | 14 d'octubre de 2009   | La Sagra             | OAM                  |
| 438892 | 2009 UO11              | 25 de setembre de 2009 | Kitt Peak            | Spacewatch           |
| 438893 | 2009 UT31              | 18 d'octubre de 2009   | Mount Lemmon         | Mt. Lemmon Survey    |
| 438894 | 2009 UL55              | 23 d'octubre de 2009   | Mount Lemmon         | Mt. Lemmon Survey    |
| 438895 | 2009 UZ120             | 24 d'octubre de 2009   | Catalina             | CSS                  |
| 438896 | 2009 VZ102             | 10 de maig de 2008     | Catalina             | CSS                  |
| 438897 | 2009 WN                | 16 de novembre de 2009 | Catalina             | CSS                  |
| 438898 | 2009 WD27              | 16 de novembre de 2009 | Kitt Peak            | Spacewatch           |
| 438899 | 2009 WC32              | 16 de novembre de 2009 | Kitt Peak            | Spacewatch           |
| 438900 | 2009 WP45              | 18 de novembre de 2009 | Kitt Peak            | Spacewatch           |

## 438901– 439000
| Nom    | Designació provisional | Data de descobriment   | Lloc de descobriment | Descobridor/s     |
| ------ | ---------------------- | ---------------------- | -------------------- | ----------------- |
| 438901 | 2009 WP103             | 25 d'octubre de 2005   | Kitt Peak            | Spacewatch        |
| 438902 | 2009 WF104             | 23 de novembre de 2009 | Mount Lemmon         | Mt. Lemmon Survey |
| 438903 | 2009 WM119             | 20 de novembre de 2009 | Kitt Peak            | Spacewatch        |
| 438904 | 2009 WT209             | 17 de novembre de 2009 | Kitt Peak            | Spacewatch        |
| 438905 | 2009 WZ210             | 18 de novembre de 2009 | Kitt Peak            | Spacewatch        |
| 438906 | 2009 WG245             | 9 de novembre de 2009  | Kitt Peak            | Spacewatch        |
| 438907 | 2009 WC263             | 24 de novembre de 2009 | Kitt Peak            | Spacewatch        |
| 438908 | 2009 XO                | 9 de desembre de 2009  | La Sagra             | OAM               |
| 438909 | 2009 XX17              | 15 de desembre de 2009 | Mount Lemmon         | Mt. Lemmon Survey |
| 438910 | 2009 XJ19              | 15 de desembre de 2009 | Mount Lemmon         | Mt. Lemmon Survey |
| 438911 | 2009 YG5               | 17 de desembre de 2009 | Mount Lemmon         | Mt. Lemmon Survey |
| 438912 | 2009 YH13              | 18 de desembre de 2009 | Mount Lemmon         | Mt. Lemmon Survey |
| 438913 | 2010 AE81              | 8 de gener de 2010     | Catalina             | CSS               |
| 438914 | 2010 BU65              | 21 de gener de 2010    | WISE                 | WISE              |
| 438915 | 2010 CJ5               | 8 de gener de 2010     | Mount Lemmon         | Mt. Lemmon Survey |
| 438916 | 2010 CY13              | 10 de febrer de 2010   | WISE                 | WISE              |
| 438917 | 2010 CH16              | 5 de desembre de 2007  | Kitt Peak            | Spacewatch        |
| 438918 | 2010 CS22              | 9 de febrer de 2010    | Kitt Peak            | Spacewatch        |
| 438919 | 2010 CB36              | 8 de gener de 2010     | Mount Lemmon         | Mt. Lemmon Survey |
| 438920 | 2010 CZ42              | 9 de febrer de 2010    | Catalina             | CSS               |
| 438921 | 2010 CK59              | 14 de febrer de 2010   | Socorro              | LINEAR            |
| 438922 | 2010 CQ81              | 13 de febrer de 2010   | Mount Lemmon         | Mt. Lemmon Survey |
| 438923 | 2010 CJ84              | 14 de febrer de 2010   | Kitt Peak            | Spacewatch        |
| 438924 | 2010 CL89              | 14 de febrer de 2010   | Mount Lemmon         | Mt. Lemmon Survey |
| 438925 | 2010 CC103             | 31 de gener de 2006    | Kitt Peak            | Spacewatch        |
| 438926 | 2010 CW103             | 14 de febrer de 2010   | Kitt Peak            | Spacewatch        |
| 438927 | 2010 CL166             | 13 de febrer de 2010   | Kitt Peak            | Spacewatch        |
| 438928 | 2010 DQ75              | 17 de febrer de 2010   | Kitt Peak            | Spacewatch        |
| 438929 | 2010 EJ39              | 14 d'abril de 2001     | Kitt Peak            | Spacewatch        |
| 438930 | 2010 ET44              | 13 de març de 2010     | Dauban               | Kugel, F.         |
| 438931 | 2010 EB139             | 10 de gener de 2010    | WISE                 | WISE              |
| 438932 | 2010 FZ2               | 18 de febrer de 2010   | Mount Lemmon         | Mt. Lemmon Survey |
| 438933 | 2010 FS22              | 1 d'octubre de 2008    | Kitt Peak            | Spacewatch        |
| 438934 | 2010 FN84              | 13 d'octubre de 2007   | Mount Lemmon         | Mt. Lemmon Survey |
| 438935 | 2010 GU100             | 5 d'abril de 2010      | Mount Lemmon         | Mt. Lemmon Survey |
| 438936 | 2010 GB102             | 5 d'abril de 2010      | Kitt Peak            | Spacewatch        |
| 438937 | 2010 GL155             | 15 d'abril de 2010     | WISE                 | WISE              |
| 438938 | 2010 GR156             | 8 d'abril de 2010      | Kitt Peak            | Spacewatch        |
| 438939 | 2010 GQ161             | 14 d'abril de 2010     | Mount Lemmon         | Mt. Lemmon Survey |
| 438940 | 2010 HP48              | 24 d'abril de 2010     | WISE                 | WISE              |
| 438941 | 2010 HY56              | 25 d'abril de 2010     | WISE                 | WISE              |
| 438942 | 2010 JC31              | 19 de març de 2010     | Kitt Peak            | Spacewatch        |
| 438943 | 2010 JB45              | 15 d'abril de 2010     | Kitt Peak            | Spacewatch        |
| 438944 | 2010 JX72              | 6 de maig de 2010      | Kitt Peak            | Spacewatch        |
| 438945 | 2010 JW76              | 14 d'abril de 2010     | Mount Lemmon         | Mt. Lemmon Survey |
| 438946 | 2010 JG135             | 14 de maig de 2010     | WISE                 | WISE              |
| 438947 | 2010 JG149             | 9 d'abril de 2010      | Kitt Peak            | Spacewatch        |
| 438948 | 2010 JL154             | 5 de maig de 2010      | Mount Lemmon         | Mt. Lemmon Survey |
| 438949 | 2010 KR8               | 26 de novembre de 2003 | Kitt Peak            | Spacewatch        |
| 438950 | 2010 KS35              | 7 d'abril de 2010      | Mount Lemmon         | Mt. Lemmon Survey |
| 438951 | 2010 KT38              | 16 d'octubre de 2007   | Mount Lemmon         | Mt. Lemmon Survey |
| 438952 | 2010 KA105             | 29 de maig de 2010     | WISE                 | WISE              |
| 438953 | 2010 KH118             | 19 de maig de 2010     | Catalina             | CSS               |
| 438954 | 2010 LK10              | 2 de juny de 2010      | WISE                 | WISE              |
| 438955 | 2010 LN14              | 6 de juny de 2010      | Nogales              | Tenagra II        |
| 438956 | 2010 LQ17              | 3 de juny de 2010      | WISE                 | WISE              |
| 438957 | 2010 LN60              | 10 de juny de 2010     | WISE                 | WISE              |
| 438958 | 2010 LF77              | 29 d'octubre de 2005   | Catalina             | CSS               |
| 438959 | 2010 LR83              | 11 de juny de 2010     | WISE                 | WISE              |
| 438960 | 2010 LO86              | 11 de juny de 2010     | WISE                 | WISE              |
| 438961 | 2010 LF87              | 1 d'octubre de 2005    | Catalina             | CSS               |
| 438962 | 2010 LA97              | 13 de juny de 2010     | WISE                 | WISE              |
| 438963 | 2010 LG114             | 13 de juny de 2010     | WISE                 | WISE              |
| 438964 | 2010 MC1               | 19 de juny de 2010     | Catalina             | CSS               |
| 438965 | 2010 MR9               | 25 d'octubre de 2005   | Catalina             | CSS               |
| 438966 | 2010 ML12              | 16 de novembre de 2006 | Kitt Peak            | Spacewatch        |
| 438967 | 2010 MT14              | 17 de juny de 2010     | WISE                 | WISE              |
| 438968 | 2010 ME57              | 24 de juny de 2010     | WISE                 | WISE              |
| 438969 | 2010 MJ71              | 25 de juny de 2010     | WISE                 | WISE              |
| 438970 | 2010 MQ84              | 5 de desembre de 2005  | Kitt Peak            | Spacewatch        |
| 438971 | 2010 MJ97              | 28 de juny de 2010     | WISE                 | WISE              |
| 438972 | 2010 MW101             | 29 de juny de 2010     | WISE                 | WISE              |
| 438973 | 2010 NW15              | 2 de juliol de 2010    | WISE                 | WISE              |
| 438974 | 2010 NT43              | 16 de maig de 2009     | Kitt Peak            | Spacewatch        |
| 438975 | 2010 NY53              | 10 de juliol de 2010   | WISE                 | WISE              |
| 438976 | 2010 NY54              | 10 de juliol de 2010   | WISE                 | WISE              |
| 438977 | 2010 OQ23              | 5 d'abril de 2008      | Mount Lemmon         | Mt. Lemmon Survey |
| 438978 | 2010 OE53              | 25 de novembre de 2005 | Kitt Peak            | Spacewatch        |
| 438979 | 2010 OM56              | 23 de juliol de 2010   | WISE                 | WISE              |
| 438980 | 2010 OJ63              | 17 de juny de 2010     | Mount Lemmon         | Mt. Lemmon Survey |
| 438981 | 2010 OE76              | 30 d'octubre de 2005   | Mount Lemmon         | Mt. Lemmon Survey |
| 438982 | 2010 PU36              | 3 de desembre de 2005  | Kitt Peak            | Spacewatch        |
| 438983 | 2010 PT52              | 8 d'agost de 2010      | WISE                 | WISE              |
| 438984 | 2010 PD63              | 17 de novembre de 2006 | Kitt Peak            | Spacewatch        |
| 438985 | 2010 RP40              | 5 de desembre de 1999  | Kitt Peak            | Spacewatch        |
| 438986 | 2010 RR45              | 3 de setembre de 2010  | Mount Lemmon         | Mt. Lemmon Survey |
| 438987 | 2010 RC65              | 3 de setembre de 2010  | Mount Lemmon         | Mt. Lemmon Survey |
| 438988 | 2010 SP9               | 2 de setembre de 2010  | Mount Lemmon         | Mt. Lemmon Survey |
| 438989 | 2010 SO12              | 13 d'abril de 2004     | Kitt Peak            | Spacewatch        |
| 438990 | 2010 SG13              | 27 de setembre de 2010 | Kitt Peak            | Spacewatch        |
| 438991 | 2010 SB36              | 28 de gener de 2007    | Mount Lemmon         | Mt. Lemmon Survey |
| 438992 | 2010 SQ38              | 14 de juny de 2010     | Mount Lemmon         | Mt. Lemmon Survey |
| 438993 | 2010 SW41              | 27 d'octubre de 2005   | Anderson Mesa        | LONEOS            |
| 438994 | 2010 TW19              | 2 de març de 2008      | Kitt Peak            | Spacewatch        |
| 438995 | 2010 TL25              | 22 d'agost de 2004     | Kitt Peak            | Spacewatch        |
| 438996 | 2010 TN99              | 27 de febrer de 2008   | Kitt Peak            | Spacewatch        |
| 438997 | 2010 TC154             | 4 de novembre de 2005  | Kitt Peak            | Spacewatch        |
| 438998 | 2010 UM16              | 8 d'octubre de 2010    | Catalina             | CSS               |
| 438999 | 2010 UL106             | 30 d'octubre de 2010   | Mount Lemmon         | Mt. Lemmon Survey |
| 439000 | 2010 VL29              | 12 d'agost de 2010     | Kitt Peak            | Spacewatch        |